# Liste der Wanzen Österreichs

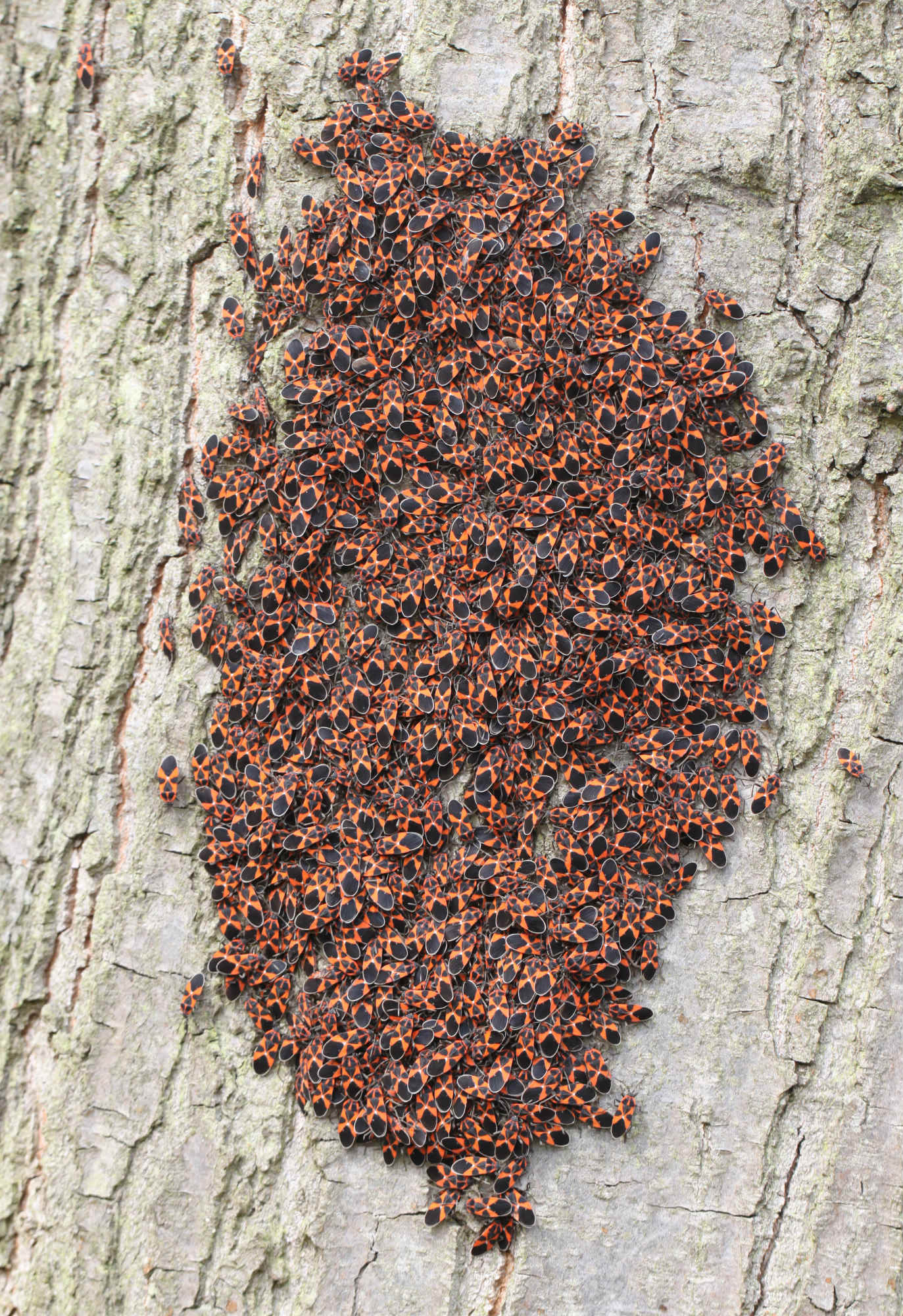
Eine Ansammlung von Schwalbenwurzwanzen an einem Baumstamm

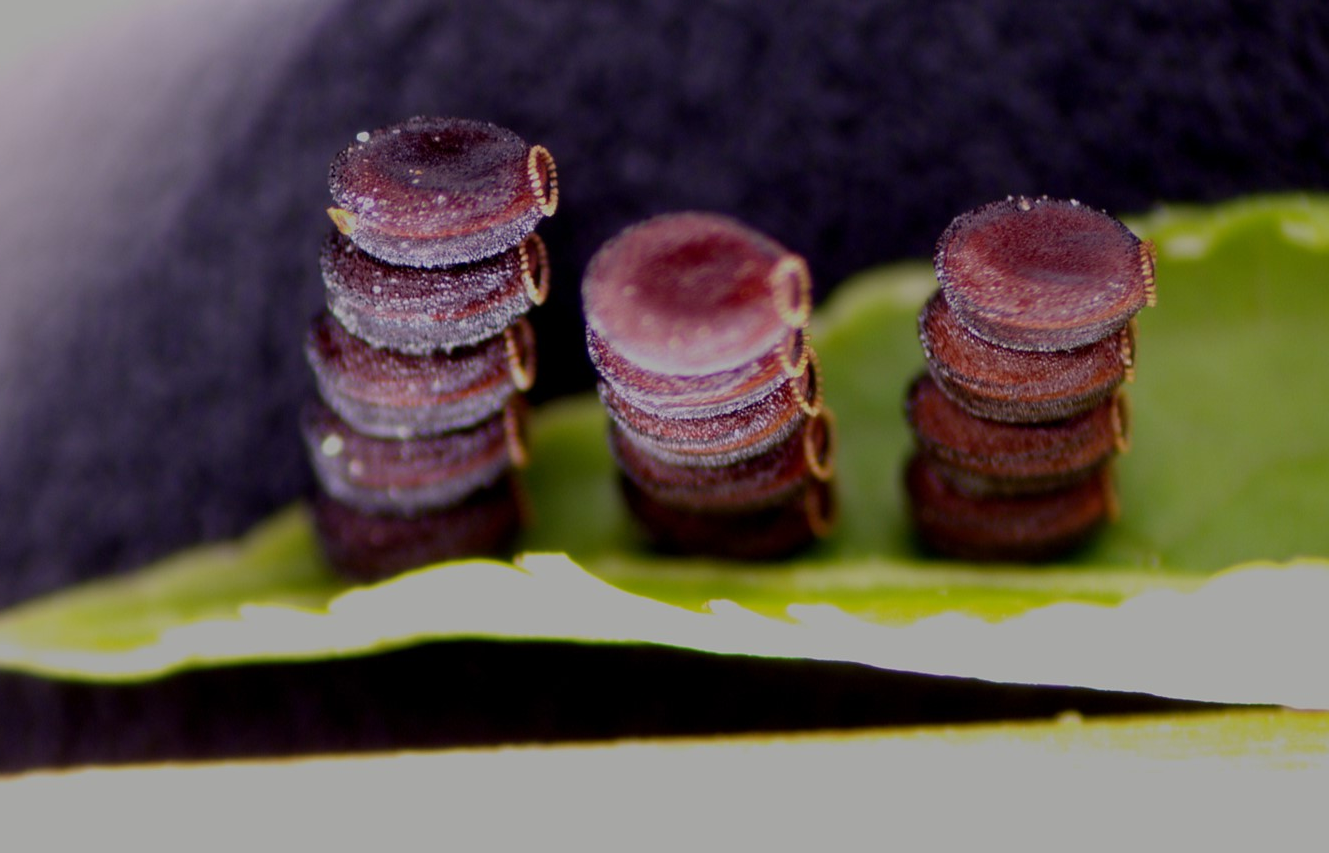
Eier der Schlankfühler-Randwanze (Ceraleptus gracilicornis)

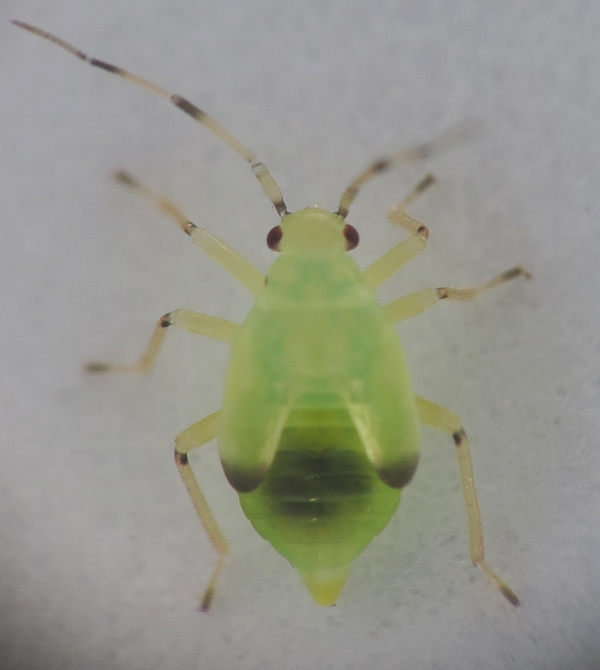
Nymphe der Kurzrüsseligen Farn-Weichwanze (Bryocoris pteridis)

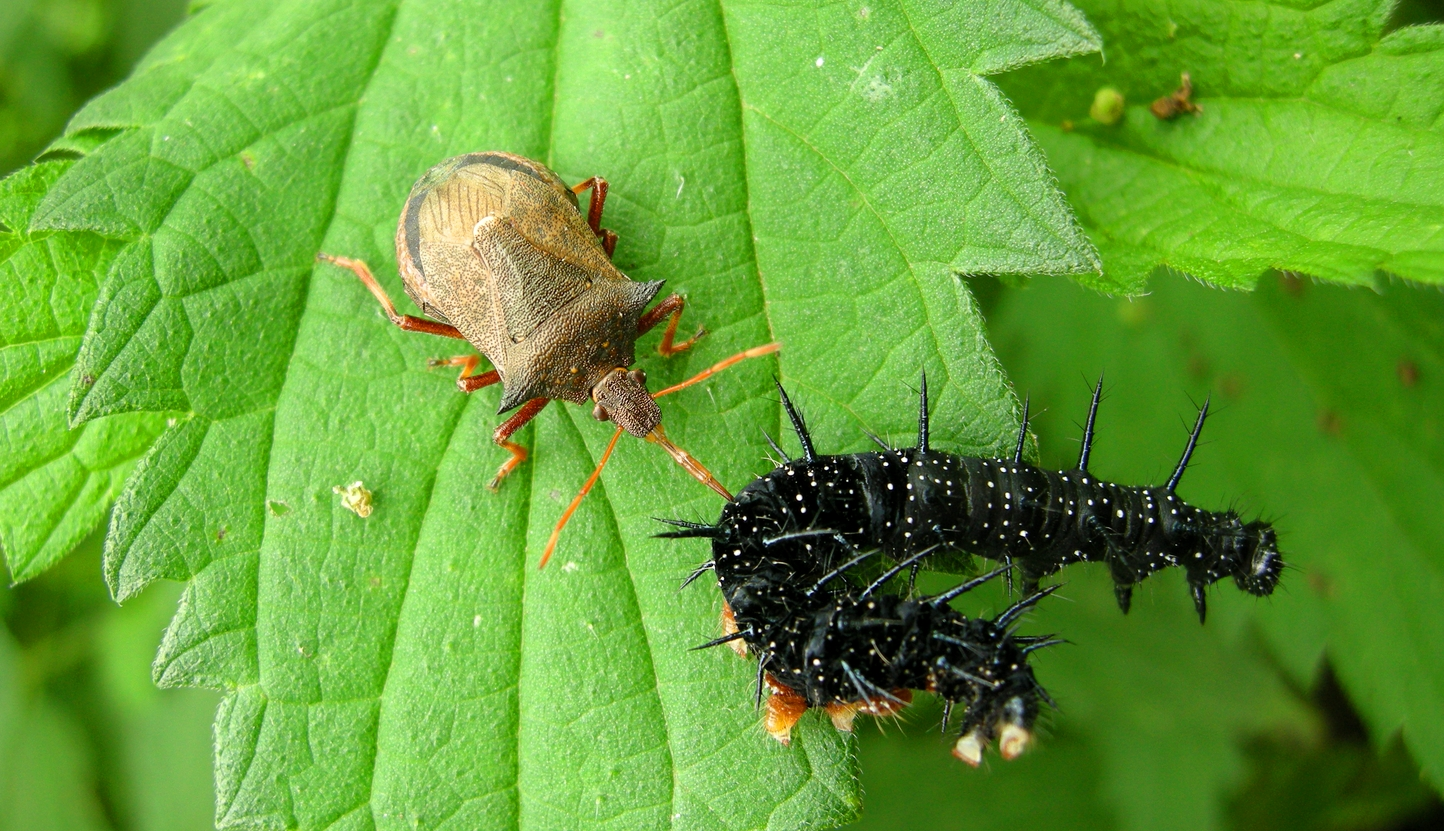
Zweizähnige Dornwanze frisst die Raupe eines Tagpfauenauges auf einem Brennnesselblatt

Die Liste der Wanzen Österreichs enthält die in Österreich vorkommenden Wanzenarten. Es werden alle 924 Arten aufgelistet, von denen das österreichische Umweltbundesamt den RL-Status in der Roten Liste gefährdeter Tierarten angibt.
In Österreich wurde im Jahr 2024 der Gefährdungsstatus der Wanzen zuletzt evaluiert. Bei der IUCN und in der Roten Liste Österreichs gibt es folgende Gefährdungsstatus:
| Status | IUCN                                                  | Rote Liste Österreich |
| ------ | ----------------------------------------------------- | --- |
|        | ausgestorben (engl. extinct)                          | Ein Taxon gilt als ausgestorben, wenn kein begründeter Zweifel besteht, dass das letzte Individuum tot ist. Ein Taxon gilt aus ausgestorben, wenn erschöpfende Erhebungen im bekannten oder vermuteten Lebensraum, zu geeigneten Tages- und Jahreszeiten über das gesamte ehemalige Verbreitungsgebiet keine Individuennachweise erbrachten. Die Erhebungen sollten sich über einen Zeitrahmen erstrecken, die dem Lebenszyklus und Lebensformtyp des Taxons angemessen ist. |
|        | in der Natur ausgestorben (engl. extinct in the wild) | Es gibt lediglich Individuen in Kultur, in Gefangenschaft oder in eingebürgerten Populationen außerhalb des natürlichen Verbreitungsgebietes. |
| 0RE    | regional ausgestorben (engl. regionally extinct)      | Ein Taxon gilt als regional ausgestorben, wenn kein begründeter Zweifel besteht, dass das letzte fortpflanzungsfähige Individuum in Österreich tot oder verschwunden ist, oder, im Falle einer früheren Gastart, Individuen das österreichische Gebiet nicht mehr aufsuchen. |
|        | vom Aussterben bedroht (engl. critically endangered)  | 50 % Aussterbenswahrscheinlichkeit in 10 Jahren oder 3 Generationen (maximal 100 Jahre). |
|        | stark gefährdet (engl. endangered)                    | 20 % Aussterbenswahrscheinlichkeit in 20 Jahren oder 5 Generationen (maximal 100 Jahre). |
|        | gefährdet (engl. vulnerable)                          | 10 % Aussterbenswahrscheinlichkeit in 100 Jahren. |
|        | potenziell gefährdet (engl. near threatened)          | Weniger als 10 % Aussterbenswahrscheinlichkeit in 100 Jahren, aber negative Bestandsentwicklung und hohe Aussterbensgefahr in Teilen des Gebietes. |
|        | nicht gefährdet (engl. least concern)                 | Weniger als 10 % Aussterbenswahrscheinlichkeit in 100 Jahren, weitere Attribute wie unter NT treffen nicht zu. |
|        | ungenügende Datengrundlage (engl. data deficient)     | Die vorliegenden Daten lassen keine Einstufung in die einzelnen Kategorien zu. |
|        | nicht beurteilt (engl. not evaluated)                 | Die Art wurde nicht eingestuft. |

2,4 % (22 Arten) sind in der Kategorie RE (Regionally Extinct), 5,3 % (49 Arten) sind in der Kategorie CR (Critically Endangered), 6,5 % (60 Arten) in der Kategorie EN (Endangered) und 12,7 % (117 Arten) in der Kategorie VU (Vulnerable) eingestuft. Auf der Vorwarnliste (Kategorie NT, Near Threatened) stehen 103 Arten (11,1 %), bei 110 Arten (11,9 %) ist die Datenlage unzureichend (Kategorie DD, Data Deficient), 21 Arten (2,3 %) wurden nicht eingestuft (Kategorie NE, Not Evaluated), 442 Arten (47,8 %) sind als ungefährdet anzusehen (Kategorie LC, Least Concern).
Die folgende Tabelle zeigt für jede Wanzen-Art Österreichs, sofern vorhanden, je ein Bild in freier Natur und je ein Bild mit möglichst weißem Hintergrund (Spezimen). Es werden in den allermeisten Fällen Bilder der ausgewachsenen Wanze gezeigt (Imago), obwohl sich die Jungtiere (Nymphen) massiv von den ausgewachsenen Tieren unterscheiden. Es werden immer nur Bilder der Art, nicht unbedingt der angegebenen Unterart gezeigt. Zusätzlich werden die deutschen Namen, die wissenschaftlichen Namen, die Erstbeschreiber (Autoren), die Wikidata-Links (die farbigen Balken) und die Gefährdungsstatus des österreichischen Umweltbundesamts angegeben. Die Gefährdungsstatus der IUCN sind allesamt NE (not evaluated), daher gibt es keine dazugehörige Spalte. Die außerdem angegebene Länge kann man zur besseren Orientierung nach der durchschnittlichen Länge ordnen.

## Unterordnung:Wanzen– Heteroptera
| in der Tabelle vorkommende 44 Familien                       |
| ------------------------------------------------------------ |
| Familie: Zwergspringwanzen (Ceratocombidae)                  |
| Familie: Fiederhörnchen (Dipsocoridae)                       |
| Familie: Skorpionswanzen (Nepidae)                           |
| Familie: Ruderwanzen (Corixidae)                             |
| Familie: Schwimmwanzen (Naucoridae)                          |
| Familie: Grundwanzen (Aphelocheiridae)                       |
| Familie: Rückenschwimmer (Notonectidae)                      |
| Familie: Zwergrückenschwimmer (Pleidae)                      |
| Familie: Hüftwasserläufer, Zwergteichläufer (Mesoveliidae)   |
| Familie: Zwergwasserläufer, Uferläufer (Hebridae)            |
| Familie: Teichläufer (Hydrometridae)                         |
| Familie: Bachläufer (Veliidae)                               |
| Familie: Wasserläufer, Schneider, Wasserschneider (Gerridae) |
| Familie: Uferwanzen, Springwanzen (Saldidae)                 |
| Familie: Steinläuferwanzen (Leptopodidae)                    |
| Familie: Netzwanzen, Gitterwanzen (Tingidae)                 |
| Familie: Flechtenwanzen (Microphysidae)                      |
| Familie: Weichwanzen, Blindwanzen (Miridae)                  |
| Familie: Sichelwanzen (Nabidae)                              |
| Familie: Blumenwanzen (Anthocoridae)                         |
| Familie: Plattwanzen, Bettwanzen (Cimicidae)                 |
| Familie: Raubwanzen (Reduviidae)                             |
| Familie: Rindenwanzen (Aradidae)                             |
| Familie: Bodenwanzen, Langwanzen (Lygaeidae)                 |
| Familie: Cymidae                                             |
| Familie: Schmalwanzen (Blissidae)                            |
| Familie: Geocoridae                                          |
| Familie: Artheneidae                                         |
| Familie: Heterogastridae                                     |
| Familie: Oxycarenidae                                        |
| Familie: Rhyparochromidae                                    |
| Familie: Meldenwanzen (Piesmatidae)                          |
| Familie: Stelzenwanzen (Berytidae)                           |
| Familie: Feuerwanzen (Pyrrhocoridae)                         |
| Familie: Krummfühlerwanzen (Alydidae)                        |
| Familie: Randwanzen, Lederwanzen (Coreidae)                  |
| Familie: Glasflügelwanzen (Rhopalidae)                       |
| Familie: Wolfsmilchwanzen (Stenocephalidae)                  |
| Familie: Kugelwanzen (Plataspididae, Syn.: Plataspididae)    |
| Familie: Erdwanzen (Cydnidae)                                |
| Familie: Schwarzwanzen (Thyreocoridae)                       |
| Familie: Stachelwanzen, Bauchkielwanzen (Acanthosomatidae)   |
| Familie: Schildwanzen (Scutelleridae)                        |
| Familie: Baumwanzen (Pentatomidae)                           |

| Bild                                                         | deutscher Name                                                           | wissenschaftlicher Name, Autor und Wikidata-Link                                                                                      | Spezimen                                                               | Länge in mm | RL-Status |
| ------------------------------------------------------------ | ------------------------------------------------------------------------ | --- | ---------------------------------------------------------------------- | ----------- | --------- |
| Familie: Zwergspringwanzen (Ceratocombidae)                  |                                                                          | |                                                                        |             |           |
| weitere Bilder                                               | Käferartige Zwergspringwanze                                             | Ceratocombus coleoptratus (Zetterstedt, 1819)                                                                                         |                                                                        |             | LC        |
| Familie: Fiederhörnchen (Dipsocoridae)                       |                                                                          | |                                                                        |             |           |
|                                                              | Interstitialwanze                                                        | Cryptostemma alienum Herrich-Schäffer, 1835                                                                                           |                                                                        |             | EN        |
|                                                              |                                                                          | Cryptostemma remanei Josifov, 1967 |                                                                        |             | DD        |
|                                                              | Kleines Fiederhörnchen                                                   | Pachycoleus pusillimus (J. Sahlberg, 1870)                                                                                            |                                                                        |             | CR        |
|                                                              | Waltls Fiederhörnchen                                                    | Pachycoleus waltli Fieber, 1860 |                                                                        |             | EN        |
| Familie: Skorpionswanzen (Nepidae)                           |                                                                          | |                                                                        |             |           |
| weitere Bilder                                               | Wasserskorpion                                                           | Nepa cinerea, Syn.: Nepa rubra Linnaeus, 1758                                                                                         | Nepa cinerea – Specimen                                                | 17–25       | LC        |
| weitere Bilder                                               | Stabwanze, Wassernadel                                                   | Ranatra linearis (Linnaeus, 1758) | Ranatra linearis – Specimen                                            | 30–35       | LC        |
| Familie: Ruderwanzen (Corixidae)                             |                                                                          | |                                                                        |             |           |
|                                                              | Gekielte Nordwanze                                                       | Arctocorisa carinata carinata (C. R. Sahlberg, 1819) Unterart:                                                                        |                                                                        |             | VU        |
|                                                              | Germars Nordwanze                                                        | Arctocorisa germari germari (Fieber, 1848)                                                                                            |                                                                        |             | DD        |
| weitere Bilder                                               | Schöne Ruderwanze                                                        | Callicorixa praeusta praeusta (Fieber, 1848) Unterart:                                                                                |                                                                        |             | NT        |
|                                                              | Kleine Ruderwanze                                                        | Corixa affinis Leach, 1817 |                                                                        |             | VU        |
|                                                              | Gekerbte Ruderwanze                                                      | Corixa dentipes Thomson, 1869 |                                                                        |             | NT        |
|                                                              | Panzers Ruderwanze                                                       | Corixa panzeri Fieber, 1848 |                                                                        |             | VU        |
| weitere Bilder                                               | Große Ruderwanze                                                         | Corixa punctata (Illiger, 1807) |                                                                        | 13–15       | LC        |
|                                                              | Bonsdorffs Wasserkobold                                                  | Cymatia bonsdorffii (C. R. Sahlberg, 1819)                                                                                            |                                                                        |             | RE        |
| weitere Bilder                                               | Kleiner Wasserkobold                                                     | Cymatia coleoptrata (Fabricius, 1777)                                                                                                 | Cymatia coleoptrata – Specimen                                         |             | LC        |
|                                                              | Großer Wasserkobold                                                      | Cymatia rogenhoferi (Fieber, 1864) |                                                                        |             | NT        |
| weitere Bilder                                               | Braune Moorhexe                                                          | Glaenocorisa propinqua (Fieber, 1860)                                                                                                 | Glaenocorisa propinqua – Specimen, 4. Zeile ganz links, Bild 8         |             | RE        |
| weitere Bilder                                               | Kastanienfarbige Ruderwanze                                              | Hesperocorixa castanea (Thomson, 1869)                                                                                                |                                                                        |             | EN        |
| weitere Bilder                                               | Linnés Ruderwanze                                                        | Hesperocorixa linnaei (Fieber, 1848)                                                                                                  | Hesperocorixa linnaei – Specimen                                       |             | LC        |
|                                                              | Trübfarbige Ruderwanze                                                   | Hesperocorixa moesta (Fieber, 1848)                                                                                                   |                                                                        |             | VU        |
| weitere Bilder                                               | Sahlbergs Ruderwanze                                                     | Hesperocorixa sahlbergi (Fieber, 1848)                                                                                                | Hesperocorixa sahlbergi – Specimen                                     |             | LC        |
|                                                              | Graue Wasserzirpe                                                        | Micronecta griseola = Micronecta (Micronecta) griseola Horváth, 1899                                                                  |                                                                        |             | DD        |
|                                                              | Getigerte Wasserzirpe                                                    | Micronecta poweri poweri = Micronecta (Micronecta) poweri poweri (Douglas & Scott, 1869) Unterart:                                    |                                                                        |             | LC        |
| weitere Bilder                                               | Scholtz‘s Wasserzirpe                                                    | Micronecta scholtzi = Micronecta (Dichaetonecta) scholtzi (Fieber, 1860)                                                              |                                                                        | etwa 2      | LC        |
| weitere Bilder                                               | Fleckfuß                                                                 | Paracorixa concinna concinna (Fieber, 1848) Unterart:                                                                                 | Paracorixa concinna – Specimen                                         |             | LC        |
| weitere Bilder                                               | Vornehme Wasserzikade                                                    | Sigara distincta = Sigara (Subsigara) distincta (Fieber, 1848)                                                                        | Sigara distincta – Specimen                                            |             | LC        |
| weitere Bilder                                               | Falléns Wasserzikade                                                     | Sigara falleni = Sigara (Subsigara) falleni (Fieber, 1848)                                                                            | Sigara falleni – Specimen                                              |             | LC        |
| weitere Bilder                                               | Graben-Wasserzikade                                                      | Sigara fossarum = Sigara (Subsigara) fossarum (Leach, 1817)                                                                           |                                                                        |             | VU        |
|                                                              | Gelbrand-Wasserzikade                                                    | Sigara hellensii = Sigara (Microsigara) hellensii (C. R. Sahlberg, 1819)                                                              |                                                                        |             | RE        |
|                                                              | Gelbe Wasserzikade                                                       | Sigara lateralis = Sigara (Vermicorixa) lateralis (Leach, 1817)                                                                       |                                                                        |             | LC        |
|                                                              | Zweistreifige Wasserzikade                                               | Sigara limitata limitata = Sigara (Retrocorixa) limitata limitata (Fieber, 1848) Unterart:                                            |                                                                        |             | DD        |
|                                                              | Langfuß-Wasserzikade                                                     | Sigara longipalis = Sigara (Subsigara) longipalis (J. Sahlberg, 1878)                                                                 |                                                                        |             | DD        |
|                                                              | Schwarzlinige Wasserzikade                                               | Sigara nigrolineata nigrolineata = Sigara (Pseudovermicorixa) nigrolineata nigrolineata (Fieber, 1848) Unterart:                      |                                                                        |             | LC        |
|                                                              | Dreistreifige Wasserzikade                                               | Sigara semistriata = Sigara (Retrocorixa) semistriata (Fieber, 1848)                                                                  |                                                                        |             | RE        |
| weitere Bilder                                               | Streifen-Wasserzikade                                                    | Sigara striata = Sigara (Sigara) striata (Linnaeus, 1758)                                                                             | Sigara striata – Specimen                                              |             | LC        |
| Familie: Schwimmwanzen (Naucoridae)                          |                                                                          | |                                                                        |             |           |
| weitere Bilder                                               | Schwimmwanze                                                             | Ilyocoris cimicoides cimicoides (Linnaeus, 1758) Unterart:                                                                            | Ilyocoris cimicoides – Specimen                                        | 12–16       | LC        |
| Familie: Grundwanzen (Aphelocheiridae)                       |                                                                          | |                                                                        |             |           |
| weitere Bilder                                               | Grundwanze                                                               | Aphelocheirus aestivalis (Fabricius, 1794)                                                                                            | Aphelocheirus aestivalis – Specimen                                    | 8,2–11      | VU        |
| Familie: Rückenschwimmer (Notonectidae)                      |                                                                          | |                                                                        |             |           |
| weitere Bilder                                               | Gemeiner Rückenschwimmer                                                 | Notonecta glauca glauca Linnaeus, 1758 Unterart:                                                                                      | Notonecta glauca – Specimen                                            | 13,5–16     | LC        |
|                                                              | Gelber Rückenschwimmer                                                   | Notonecta lutea Müller, 1776 |                                                                        |             | VU        |
| weitere Bilder                                               | Gefleckter Rückenschwimmer                                               | Notonecta maculata Fabricius, 1794 | Notonecta maculata – Specimen                                          | etwa 20     | LC        |
|                                                              | Südlicher Rückenschwimmer                                                | Notonecta meridionalis Poisson, 1926                                                                                                  |                                                                        |             | VU        |
| weitere Bilder                                               | Gestreifter Rückenschwimmer                                              | Notonecta obliqua Thunberg, 1787 |                                                                        |             | NT        |
|                                                              | Reuters Rückenschwimmer                                                  | Notonecta reuteri reuteri Hungerford, 1928 Unterart:                                                                                  |                                                                        |             | EN        |
| weitere Bilder                                               | Grüner Rückenschwimmer                                                   | Notonecta viridis Delcourt, 1909 | Notonecta viridis – Specimen                                           |             | LC        |
| Familie: Zwergrückenschwimmer (Pleidae)                      |                                                                          | |                                                                        |             |           |
| weitere Bilder                                               | Wasserzwerg                                                              | Plea minutissima minutissima, Syn.: Plea leachi, Plea atomaria Leach, 1817 Unterart:                                                  | Plea minutissima – Specimen                                            | 2–3         | LC        |
| Familie: Hüftwasserläufer, Zwergteichläufer (Mesoveliidae)   |                                                                          | |                                                                        |             |           |
| weitere Bilder                                               | Zwergteichläufer                                                         | Mesovelia furcata Mulsant & Rey, 1852                                                                                                 |                                                                        |             | LC        |
| Familie: Zwergwasserläufer, Uferläufer (Hebridae)            |                                                                          | |                                                                        |             |           |
| weitere Bilder                                               | Gefleckter Uferläufer                                                    | Hebrus pusillus pusillus = Hebrus (Hebrus) pusillus pusillus (Fallén, 1807) Unterart:                                                 | Hebrus pusillus – Specimen                                             |             | VU        |
| weitere Bilder                                               | Rotköpfiger Uferläufer                                                   | Hebrus ruficeps = Hebrus (Hebrusella) ruficeps Thomson, 1871                                                                          | Hebrus ruficeps – Specimen                                             |             | VU        |
| Familie: Teichläufer (Hydrometridae)                         |                                                                          | |                                                                        |             |           |
| weitere Bilder                                               | Zierlicher Teichläufer                                                   | Hydrometra gracilenta Horváth, 1899                                                                                                   | Hydrometra gracilenta – Specimen                                       | 7–9         | NT        |
| weitere Bilder                                               | Gemeiner Teichläufer, Wasserreiter, Stelzfuß                             | Hydrometra stagnorum (Linnaeus, 1758)                                                                                                 | Hydrometra stagnorum – Specimen                                        | 9–12,5      | LC        |
| Familie: Bachläufer (Veliidae)                               |                                                                          | |                                                                        |             |           |
| weitere Bilder                                               | Buenos Zwergbachläufer                                                   | Microvelia buenoi = Microvelia (Microvelia) buenoi Drake, 1920                                                                        |                                                                        |             | LC        |
| weitere Bilder                                               | Kleiner Zwergbachläufer                                                  | Microvelia pygmaea = Microvelia (Picaultia) pygmaea (Dufour, 1833)                                                                    | Microvelia pygmaea – Specimen                                          |             | DD        |
| weitere Bilder                                               | Genetzter Zwergbachläufer                                                | Microvelia reticulata = Microvelia (Microvelia) reticulata (Burmeister, 1835)                                                         | Microvelia reticulata – Specimen, Nymphe                               |             | LC        |
| weitere Bilder                                               | Großer Bachläufer                                                        | Velia caprai caprai Tamanini, 1947 Unterart:                                                                                          |                                                                        | 6,2–8,5     | LC        |
|                                                              | Südlicher Bachläufer                                                     | Velia currens (Fabricius, 1794) |                                                                        |             | EN        |
| weitere Bilder                                               | Kleiner Bachläufer                                                       | Velia saulii Tamanini, 1947 |                                                                        |             | VU        |
| Familie: Wasserläufer, Schneider, Wasserschneider (Gerridae) |                                                                          | |                                                                        |             |           |
| weitere Bilder                                               | Schwarzrückiger Wassermann                                               | Aquarius najas (De Geer, 1773) | Aquarius najas – Specimen                                              | etwa 16,5   | NT        |
| weitere Bilder                                               | Sumpf-Wassermann                                                         | Aquarius paludum paludum (Fabricius, 1794) Unterart:                                                                                  | Aquarius paludum – Specimen                                            |             | LC        |
| weitere Bilder                                               | Silbriger Wasserläufer                                                   | Gerris argentatus = Gerris (Gerris) argentatus Schummel, 1832                                                                         | Gerris argentatus – Specimen                                           |             | LC        |
|                                                              | Trotziger Wasserläufer                                                   | Gerris asper = Gerris (Gerriselloides) asper (Fieber, 1860)                                                                           |                                                                        |             | VU        |
|                                                              | Gebirgs-Wasserläufer                                                     | Gerris costae costae = Gerris (Gerris) costae costae (Herrich-Schäffer, 1850) Unterart:                                               |                                                                        |             | LC        |
| weitere Bilder                                               | Schwarzer Wasserläufer                                                   | Gerris gibbifer = Gerris (Gerris) gibbifer Schummel, 1832                                                                             |                                                                        | 10–13       | NT        |
| weitere Bilder                                               | Gemeiner Wasserläufer                                                    | Gerris lacustris = Gerris (Gerris) lacustris (Linnaeus, 1758)                                                                         | Gerris lacustris – Specimen                                            | 8–10        | LC        |
| weitere Bilder                                               | Gestreifter Wasserläufer                                                 | Gerris lateralis = Gerris (Gerriselloides) lateralis Schummel, 1832                                                                   | Gerris lateralis – Specimen                                            |             | EN        |
|                                                              | Kleiner Wasserläufer                                                     | Gerris odontogaster = Gerris (Gerris) odontogaster (Zetterstedt, 1828)                                                                |                                                                        |             | NT        |
| weitere Bilder                                               | Gestreckter Wasserläufer                                                 | Gerris thoracicus = Gerris (Gerris) thoracicus Schummel, 1832                                                                         |                                                                        |             | LC        |
| weitere Bilder                                               | Braunrückiger Flussläufer                                                | Limnoporus rufoscutellatus (Latreille, 1807)                                                                                          |                                                                        |             | VU        |
| Familie: Uferwanzen, Springwanzen (Saldidae)                 |                                                                          | |                                                                        |             |           |
|                                                              | Kahle Springwanze                                                        | Chartoscirta cincta cincta (Herrich-Schäffer, 1841) Unterart:                                                                         |                                                                        | 3,2–4,2     | VU        |
| weitere Bilder                                               | Dickfühler-Springwanze                                                   | Chartoscirta cocksii (Curtis, 1835)                                                                                                   |                                                                        | 3–4,1       | VU        |
| weitere Bilder                                               | Elegante Springwanze                                                     | Chartoscirta elegantula elegantula (Fallén, 1807) Unterart:                                                                           |                                                                        | 3,5–4       | EN        |
| weitere Bilder                                               | Nördliche Großspringwanze                                                | Macrosaldula scotica (Curtis, 1835)                                                                                                   |                                                                        | 4,8–6,7     | VU        |
|                                                              | Veränderliche Großspringwanze                                            | Macrosaldula variabilis (Herrich-Schäffer, 1835)                                                                                      |                                                                        |             | EN        |
|                                                              | Nordische Moor-Knirpswanze                                               | Micracanthia fennica (Reuter, 1884)                                                                                                   |                                                                        |             | CR        |
|                                                              | Moor-Knirpswanze                                                         | Micracanthia marginalis (Fallén, 1807)                                                                                                |                                                                        |             | CR        |
|                                                              | Henschs Springwanze                                                      | Salda henschii (Reuter, 1891) |                                                                        |             | CR        |
|                                                              | Uferspringwanze                                                          | Salda littoralis (Linnaeus, 1758) |                                                                        |             | LC        |
|                                                              | Müllers Springwanze                                                      | Salda muelleri (Gmelin, 1790) |                                                                        | 4,8–7,1     | EN        |
| weitere Bilder                                               | Sand-Springwanze                                                         | Saldula arenicola arenicola (Scholtz, 1847) Unterart:                                                                                 | Saldula arenicola – Specimen                                           | 3,4–4,6     | VU        |
| weitere Bilder                                               | C-Springwanze                                                            | Saldula c-album (Fieber, 1859) |                                                                        |             | LC        |
| weitere Bilder                                               | Schwärzliche Springwanze                                                 | Saldula melanoscela (Fieber, 1859) |                                                                        |             | NT        |
|                                                              | Glänzende Springwanze                                                    | Saldula nitidula (Puton, 1880) |                                                                        |             | DD        |
|                                                              | Vornehme Springwanze                                                     | Saldula nobilis (Horváth, 1884) |                                                                        |             | CR        |
| weitere Bilder                                               | Dunkle Springwanze                                                       | Saldula opacula (Zetterstedt, 1838)                                                                                                   |                                                                        | 3–4,7       | NT        |
| weitere Bilder                                               | Geradrandige Springwanze                                                 | Saldula orthochila (Fieber, 1859) |                                                                        | 3,4–4,7     | LC        |
| weitere Bilder                                               | Hellbeinige Springwanze                                                  | Saldula pallipes (Fabricius, 1794) | Saldula pallipes – Specimen                                            | 3,4–5       | LC        |
| weitere Bilder                                               | Sumpf-Springwanze                                                        | Saldula palustris (Douglas, 1874) | Saldula palustris – Specimen                                           | 2,9–4,5     | DD        |
| weitere Bilder                                               | Behaarte Springwanze                                                     | Saldula pilosella pilosella (Thomson, 1871) Unterart:                                                                                 | Saldula pilosella – Specimen                                           |             | CR        |
| weitere Bilder                                               | Gemeiner Hüpferling, Gemeine Springwanze                                 | Saldula saltatoria (Linnaeus, 1758)                                                                                                   | Saldula saltatoria – Specimen                                          | 3,4–4,5     | LC        |
|                                                              | Gelbrandige Springwanze                                                  | Saldula xanthochila (Fieber, 1859) |                                                                        |             | CR        |
|                                                              | Durchscheinende Springwanze                                              | Teloleuca pellucens (Fabricius, 1779)                                                                                                 |                                                                        |             | VU        |
| Familie: Steinläuferwanzen (Leptopodidae)                    |                                                                          | |                                                                        |             |           |
| weitere Bilder                                               | Steinläuferwanze                                                         | Leptopus marmoratus (Goeze, 1778) | Leptopus marmoratus – Specimen                                         | 3,8–4,7     | VU        |
| Familie: Netzwanzen, Gitterwanzen (Tingidae)                 |                                                                          | |                                                                        |             |           |
| weitere Bilder                                               | Gekielte Moos-Netzwanze                                                  | Acalypta carinata, Syn.: Acalypta hellenica (Panzer, 1806)                                                                            | Acalypta carinata – Specimen                                           |             | LC        |
|                                                              | Gebirgs-Moos-Netzwanze                                                   | Acalypta finitima (Puton, 1884) |                                                                        |             | DD        |
| weitere Bilder                                               | Zierliche Moos-Netzwanze                                                 | Acalypta gracilis (Fieber, 1844) | Acalypta gracilis – Specimen                                           |             | NT        |
| weitere Bilder                                               | Gerandete Moos-Netzwanze                                                 | Acalypta marginata (Wolff, 1804) | Acalypta marginata – Specimen                                          |             | LC        |
|                                                              | Braune Moos-Netzwanze                                                    | Acalypta musci (Schrank, 1781) |                                                                        |             | LC        |
| weitere Bilder                                               | Dunkle Moos-Netzwanze                                                    | Acalypta nigrina (Fallén, 1807) | Acalypta nigrina – Specimen                                            |             | LC        |
| weitere Bilder                                               | Kleine Moos-Netzwanze                                                    | Acalypta parvula (Fallén, 1807) |                                                                        | 1,6–2,5     | NT        |
| weitere Bilder                                               | Breitrandige Moos-Netzwanze                                              | Acalypta platycheila (Fieber, 1844)                                                                                                   |                                                                        |             | EN        |
|                                                              | Schöne Moos-Netzwanze                                                    | Acalypta pulchra Štusák, 1961 |                                                                        |             | NT        |
|                                                              |                                                                          | Agramma atricapillum (Spinola, 1837)                                                                                                  |                                                                        |             | VU        |
|                                                              |                                                                          | Agramma confusum (Puton, 1879) |                                                                        |             | NT        |
| weitere Bilder                                               |                                                                          | Agramma laetum (Fallén, 1807) | Agramma laetum – Specimen                                              | 1,8–2,5     | VU        |
|                                                              |                                                                          | Agramma minutum Horváth, 1874 |                                                                        |             | VU        |
|                                                              |                                                                          | Agramma ruficorne (Germar, 1835) |                                                                        |             | NT        |
|                                                              | Bosnische Netzwanze                                                      | Campylosteira bosnica Horváth, 1892                                                                                                   |                                                                        |             | DD        |
| weitere Bilder                                               | Frühlings-Netzwanze                                                      | Campylosteira verna (Fallén, 1826) | Campylosteira verna – Specimen                                         | 1,6–2,3     | NT        |
|                                                              | Feldmannstreu-Netzwanze                                                  | Catoplatus carthusianus (Goeze, 1778)                                                                                                 |                                                                        |             | LC        |
| weitere Bilder                                               | Fabricius’ Feldmannstreu-Netzwanze                                       | Catoplatus fabricii (Stål, 1868) |                                                                        | 3,7–4,5     | NT        |
|                                                              | Horvaths Feldmannstreu-Netzwanze                                         | Catoplatus horvathi (Puton, 1878) |                                                                        |             | VU        |
|                                                              | Schwarze Feldmannstreu-Netzwanze                                         | Catoplatus nigriceps Horváth, 1905 |                                                                        |             | NT        |
| weitere Bilder                                               | Edel-Gamander Netzwanze                                                  | Copium clavicorne clavicorne (Linnaeus, 1758) Unterart:                                                                               |                                                                        |             | NT        |
|                                                              | Berg-Gamander Netzwanze                                                  | Copium teucrii teucrii (Host, 1788) Unterart:                                                                                         |                                                                        |             | VU        |
| weitere Bilder                                               | Eichennetzwanze, Eichen-Netzwanze                                        | Corythucha arcuata (Say, 1832) | Corythucha arcuata – Specimen                                          | 3–4         | NE        |
| weitere Bilder                                               | Platanen-Netzwanze                                                       | Corythucha ciliata (Say, 1832) |                                                                        | 3,3–3,7     | NE        |
| weitere Bilder                                               | Einkielige Netzwanze                                                     | Derephysia cristata = Derephysia (Paraderephysia) cristata (Panzer, 1806)                                                             |                                                                        |             | CR        |
| weitere Bilder                                               | Dreikielige Netzwanze                                                    | Derephysia foliacea foliacea = Derephysia (Derephysia) foliacea foliacea (Fallén, 1807) Unterart:                                     | Derephysia foliacea – Specimen                                         | 2,8–3,8     | NT        |
| weitere Bilder                                               | Waldreben-Netzwanze                                                      | Derephysia sinuatocollis = Derephysia (Derephysia) sinuatocollis Puton, 1879                                                          |                                                                        |             | DD        |
| weitere Bilder                                               | Braune Sumpf-Vergißmeinnicht-Netzwanze                                   | Dictyla convergens (Herrich-Schäffer, 1835)                                                                                           |                                                                        | 2,9–3,6     | EN        |
| weitere Bilder                                               | Natternkopf-Netzwanze                                                    | Dictyla echii (Schrank, 1782) | Dictyla echii – Specimen                                               | 3,2–3,8     | LC        |
| weitere Bilder                                               | Beinwurz-Netzwanze                                                       | Dictyla humuli (Fabricius, 1794) | Dictyla humuli – Specimen                                              |             | LC        |
|                                                              | Schwarze Sumpf-Vergißmeinnicht-Netzwanze                                 | Dictyla lupuli (Herrich-Schäffer, 1837)                                                                                               |                                                                        |             | VU        |
|                                                              |                                                                          | Dictyla nassata (Puton, 1874) |                                                                        |             | DD        |
|                                                              | Rundliche Natternkopf-Netzwanze                                          | Dictyla rotundata (Herrich-Schäffer, 1835)                                                                                            |                                                                        |             | NT        |
| weitere Bilder                                               |                                                                          | Dictyonota strichnocera Fieber, 1844                                                                                                  | Dictyonota strichnocera – Specimen                                     | 3,4–4,5     | VU        |
|                                                              | Kugeldistel-Netzwanze                                                    | Elasmotropis testacea testacea (Herrich-Schäffer, 1830) Unterart:                                                                     |                                                                        |             | LC        |
| weitere Bilder                                               | Ähnliche Helm-Netzwanze                                                  | Galeatus affinis (Herrich-Schäffer, 1835)                                                                                             |                                                                        |             | RE        |
| weitere Bilder                                               | Gefleckte Helm-Netzwanze                                                 | Galeatus maculatus (Herrich-Schäffer, 1838)                                                                                           |                                                                        |             | CR        |
|                                                              | Bedornte Helm-Netzwanze                                                  | Galeatus spinifrons (Fallén, 1807) |                                                                        |             | EN        |
|                                                              | Komaroffs Glasflügel-Netzwanze                                           | Hyalochiton komaroffii (Jakovlev, 1880)                                                                                               |                                                                        |             | CR        |
|                                                              |                                                                          | Kalama aethiops (Horváth, 1905) |                                                                        |             | DD        |
| weitere Bilder                                               |                                                                          | Kalama tricornis (Schrank, 1801) | Kalama tricornis – Specimen                                            | 2,8–3,5     | LC        |
| weitere Bilder                                               | Thymian-Kapuzennetzwanze                                                 | Lasiacantha capucina capucina (Germar, 1837) Unterart:                                                                                |                                                                        |             | LC        |
|                                                              | Zierliche Kapuzennetzwanze                                               | Lasiacantha gracilis (Herrich-Schäffer, 1830)                                                                                         |                                                                        |             | EN        |
|                                                              | Hermans Kapuzennetzwanze                                                 | Lasiacantha hermani Vásárhelyi, 1977                                                                                                  |                                                                        |             | VU        |
|                                                              | Gekielte Wolfsmilch-Netzwanze                                            | Oncochila scapularis (Fieber, 1844)                                                                                                   |                                                                        |             | NT        |
|                                                              | Einfache Wolfsmilch-Netzwanze                                            | Oncochila simplex (Herrich-Schäffer, 1830)                                                                                            |                                                                        |             | VU        |
|                                                              | Südliche Weißdorn-Netzwanze                                              | Physatocheila confinis Horváth, 1905                                                                                                  |                                                                        |             | DD        |
|                                                              | Erlen-Netzwanze                                                          | Physatocheila costata (Fabricius, 1794)                                                                                               |                                                                        |             | LC        |
| weitere Bilder                                               | Nördliche Weißdorn-Netzwanze                                             | Physatocheila dumetorum (Herrich-Schäffer, 1838)                                                                                      |                                                                        | 2,7–3       | LC        |
|                                                              | Ahorn-Netzwanze                                                          | Physatocheila harwoodi China, 1936 |                                                                        |             | DD        |
| weitere Bilder                                               | Ebereschen-Netzwanze                                                     | Physatocheila smreczynskii China, 1952                                                                                                | Physatocheila smreczynskii – Specimen                                  | 3,3–3,9     | DD        |
| weitere Bilder                                               |                                                                          | Stephanitis oberti (Kolenati, 1857)                                                                                                   |                                                                        |             | NE        |
| weitere Bilder                                               | Birnblattwanze, Birnen-Netzwanze                                         | Stephanitis pyri (Fabricius, 1775) | Stephanitis pyri – Specimen                                            | 2,7–3,3     | NT        |
| weitere Bilder                                               | Andromeda-Netzwanze, Lavendelheide-Netzwanze                             | Stephanitis takeyai Drake & Maa, 1955                                                                                                 | Stephanitis takeyai – Specimen                                         | 3–3,5       | NE        |
| weitere Bilder                                               | Breite Netzwanze                                                         | Tingis ampliata = Tingis (Tingis) ampliata (Herrich-Schäffer, 1838)                                                                   | Tingis ampliata – Specimen                                             | 3,7–4,2     | LC        |
| weitere Bilder                                               | Dolden-Netzwanze                                                         | Tingis auriculata = Tingis (Tingis) auriculata (A. Costa, 1847)                                                                       | Tingis auriculata – Specimen                                           |             | VU        |
| weitere Bilder                                               | Distelnetzwanze, Distel-Netzwanze                                        | Tingis cardui = Tingis (Tingis) cardui (Linnaeus, 1758)                                                                               | Tingis cardui – Specimen                                               | 3,7–4,2     | LC        |
| weitere Bilder                                               | Beifuß-Netzwanze                                                         | Tingis crispata = Tingis (Tingis) crispata (Herrich-Schäffer, 1838)                                                                   | Tingis crispata – Specimen                                             |             | LC        |
|                                                              | Knotige Netzwanze                                                        | Tingis geniculata = Tingis (Tropidochila) geniculata (Fieber, 1844)                                                                   |                                                                        |             | RE        |
|                                                              | Graue Netzwanze                                                          | Tingis grisea = Tingis (Tingis) grisea Germar, 1835                                                                                   |                                                                        |             | EN        |
|                                                              | Gefleckte Netzwanze                                                      | Tingis maculata = Tingis (Tropidochila) maculata (Herrich-Schäffer, 1838)                                                             |                                                                        |             | EN        |
| weitere Bilder                                               | Behaarte Netzwanze                                                       | Tingis pilosa = Tingis (Neolasiotropis) pilosa Hummel, 1825                                                                           |                                                                        |             | LC        |
|                                                              | Ragusa Netzwanze                                                         | Tingis ragusana = Tingis (Tropidochila) ragusana (Fieber, 1861)                                                                       |                                                                        |             | CR        |
| weitere Bilder                                               | Schwarzadrige Netzwanze                                                  | Tingis reticulata = Tingis (Tropidochila) reticulata Herrich-Schäffer, 1835                                                           |                                                                        | 3,9–4,5     | LC        |
| Familie: Flechtenwanzen (Microphysidae)                      |                                                                          | |                                                                        |             |           |
|                                                              | Käferartige Flechtenwanze                                                | Loricula coleoptrata = Loricula (Myrmedobia) coleoptrata (Fallén, 1807)                                                               |                                                                        |             | DD        |
|                                                              | Gebirgs-Flechtenwanze                                                    | Loricula distinguenda = Loricula (Myrmedobia) distinguenda (Reuter, 1884)                                                             |                                                                        |             | DD        |
| weitere Bilder                                               | Feine Flechtenwanze                                                      | Loricula elegantula = Loricula (Loricula) elegantula (Baerensprung, 1858)                                                             |                                                                        |             | LC        |
|                                                              | Schmächtige Flechtenwanze                                                | Loricula exilis = Loricula (Myrmedobia) exilis (Fallén, 1807)                                                                         |                                                                        |             | LC        |
|                                                              | Unscheinbare Flechtenwanze                                               | Loricula inconspicua = Loricula (Myrmedobia) inconspicua (Douglas & Scott, 1871)                                                      |                                                                        |             | DD        |
| weitere Bilder                                               | Palpenkäferartige Flechtenwanze                                          | Loricula pselaphiformis = Loricula (Loricula) pselaphiformis Curtis, 1833                                                             |                                                                        | 1,5–2,5     | LC        |
|                                                              | Rotköpfige Flechtenwanze                                                 | Loricula ruficeps = Loricula (Loricula) ruficeps (Reuter, 1884)                                                                       |                                                                        |             | DD        |
|                                                              | Rotrückige Flechtenwanze                                                 | Loricula rufoscutellata = Loricula (Myrmericula) rufoscutellata (Baerensprung, 1857)                                                  |                                                                        |             | DD        |
| Familie: Weichwanzen, Blindwanzen (Miridae)                  |                                                                          | |                                                                        |             |           |
| weitere Bilder                                               |                                                                          | Acetropis carinata (Herrich-Schäffer, 1841)                                                                                           |                                                                        |             | LC        |
| weitere Bilder                                               |                                                                          | Acetropis longirostris Puton, 1875 |                                                                        |             | LC        |
|                                                              |                                                                          | Acrotelus caspicus (Reuter, 1879) |                                                                        |             | DD        |
|                                                              |                                                                          | Actinonotus pulcher (Herrich-Schäffer, 1835)                                                                                          |                                                                        |             | DD        |
|                                                              |                                                                          | Adelphocoris detritus (Fieber, 1861)                                                                                                  |                                                                        |             | NT        |
| weitere Bilder                                               | Gemeine Zierwanze, Luzernen-Zierwanze                                    | Adelphocoris lineolatus (Goeze, 1778)                                                                                                 | Adelphocoris lineolatus – Specimen                                     | 7,5–9,4     | LC        |
| weitere Bilder                                               |                                                                          | Adelphocoris quadripunctatus (Fabricius, 1794)                                                                                        | Adelphocoris quadripunctatus – Specimen                                |             | LC        |
| weitere Bilder                                               |                                                                          | Adelphocoris reichelii (Fieber, 1836)                                                                                                 | Adelphocoris reichelii – Specimen                                      | 8–9,3       | NT        |
| weitere Bilder                                               | Gelbsaum-Zierwanze                                                       | Adelphocoris seticornis (Fabricius, 1775)                                                                                             | Adelphocoris seticornis – Specimen                                     | 6,6–8,4     | LC        |
| weitere Bilder                                               |                                                                          | Adelphocoris ticinensis (Meyer-Dür, 1843)                                                                                             | Adelphocoris ticinensis – Specimen                                     | 7–7,6       | VU        |
| weitere Bilder                                               |                                                                          | Adelphocoris vandalicus (Rossi, 1790)                                                                                                 |                                                                        |             | LC        |
| weitere Bilder                                               |                                                                          | Agnocoris reclairei (Wagner, 1949) |                                                                        | 4,7–5,4     | LC        |
|                                                              |                                                                          | Agnocoris rubicundus (Fallén, 1807)                                                                                                   |                                                                        |             | LC        |
| weitere Bilder                                               |                                                                          | Alloeonotus egregius Fieber, 1864 | Alloeonotus egregius – Specimen                                        |             | EN        |
| weitere Bilder                                               |                                                                          | Alloeonotus fulvipes (Scopoli, 1763)                                                                                                  |                                                                        |             | DD        |
| weitere Bilder                                               |                                                                          | Alloeotomus germanicus Wagner, 1939                                                                                                   |                                                                        |             | LC        |
| weitere Bilder                                               |                                                                          | Alloeotomus gothicus (Fallén, 1807)                                                                                                   |                                                                        | 5–6         | LC        |
|                                                              | Weißliche Breitnase                                                      | Amblytylus albidus (Hahn, 1834) |                                                                        |             | CR        |
|                                                              | Einfärbige Breitnase                                                     | Amblytylus concolor Jakovlev, 1877 |                                                                        |             | DD        |
| weitere Bilder                                               | Gewöhnliche Breitnase                                                    | Amblytylus nasutus (Kirschbaum, 1856)                                                                                                 | Amblytylus nasutus – Specimen                                          | 3,9–4,8     | LC        |
|                                                              |                                                                          | Anapus longicornis Jakovlev, 1882 |                                                                        |             | EN        |
| weitere Bilder                                               |                                                                          | Apolygus limbatus (Fallén, 1807) | Apolygus limbatus – Specimen, 2. Zeile ganz links, Bild 3              |             | LC        |
| weitere Bilder                                               |                                                                          | Apolygus lucorum (Meyer-Dür, 1843) | Apolygus lucorum – Specimen                                            | 5–5,9       | LC        |
|                                                              | Faulbaum-Weichwanze                                                      | Apolygus rhamnicola (Reuter, 1885) |                                                                        |             | NT        |
| weitere Bilder                                               |                                                                          | Apolygus spinolae (Meyer-Dür, 1841)                                                                                                   | Apolygus spinolae – Specimen                                           | 5,1–6       | LC        |
|                                                              | Melden-Weichwanze                                                        | Atomoscelis onusta (Fieber, 1861) |                                                                        |             | EN        |
|                                                              |                                                                          | Atractotomus kolenatii (Flor, 1860)                                                                                                   |                                                                        |             | DD        |
| weitere Bilder                                               |                                                                          | Atractotomus magnicornis (Fallén, 1807)                                                                                               |                                                                        | 2,8–3,4     | LC        |
| weitere Bilder                                               |                                                                          | Atractotomus mali (Meyer-Dür, 1843)                                                                                                   | Atractotomus mali – Specimen                                           | 3–3,8       | LC        |
|                                                              |                                                                          | Atractotomus marcoi Carapezza, 1982                                                                                                   |                                                                        |             | DD        |
|                                                              |                                                                          | Atractotomus parvulus Reuter, 1878 |                                                                        | 2,3–2,7     | LC        |
|                                                              | Sanddorn-Weichwanze                                                      | Atractotomus rhodani Fieber, 1861 |                                                                        |             | VU        |
| weitere Bilder                                               |                                                                          | Blepharidopterus angulatus (Fallén, 1807)                                                                                             | Blepharidopterus angulatus – Specimen                                  | 4,9–5,8     | LC        |
|                                                              |                                                                          | Blepharidopterus chlorionis (Say, 1832)                                                                                               |                                                                        |             | NE        |
|                                                              |                                                                          | Blepharidopterus diaphanus (Kirschbaum, 1856)                                                                                         |                                                                        |             | LC        |
| weitere Bilder                                               |                                                                          | Bothynotus pilosus (Boheman, 1852) | Bothynotus pilosus – Specimen, 2. Zeile Mitte, Bild 4                  |             | VU        |
|                                                              | Pappel-Weichwanze                                                        | Brachyarthrum limitatum Fieber, 1858                                                                                                  |                                                                        | 4,3–4,8     | DD        |
| weitere Bilder                                               | Gelbgrüne Schmuckwanze                                                   | Brachycoleus decolor Reuter, 1887 |                                                                        | 6,5–9       | NT        |
|                                                              | Behaarte Schmuckwanze                                                    | Brachycoleus pilicornis pilicornis (Panzer, 1805) Unterart:                                                                           |                                                                        |             | EN        |
|                                                              |                                                                          | Brachynotocoris puncticornis Reuter, 1880                                                                                             |                                                                        |             | DD        |
| weitere Bilder                                               | Kurzrüsselige Farn-Weichwanze                                            | Bryocoris pteridis (Fallén, 1807) | Bryocoris pteridis – Specimen                                          | 2–4         | LC        |
| weitere Bilder                                               | Grüne Distelwanze, Gewöhnliche Schmuckwanze                              | Calocoris affinis (Herrich-Schäffer, 1835)                                                                                            | Calocoris affinis – Specimen                                           | 6,8–8,2     | LC        |
| weitere Bilder                                               | Alpen-Schmuckwanze                                                       | Calocoris alpestris (Meyer-Dür, 1843)                                                                                                 | Calocoris alpestris – Specimen                                         | 9,2–11,1    | LC        |
| weitere Bilder                                               | Rotgefleckte Schmuckwanze                                                | Calocoris roseomaculatus roseomaculatus (De Geer, 1773) Unterart:                                                                     | Calocoris roseomaculatus – Specimen                                    | 6,5–8       | LC        |
| weitere Bilder                                               |                                                                          | Camptozygum aequale (Villers, 1789)                                                                                                   | Camptozygum aequale – Specimen, 4. Zeile ganz links, Bild 8            |             | LC        |
|                                                              |                                                                          | Camptozygum pumilio Reuter, 1902 |                                                                        |             | LC        |
|                                                              |                                                                          | Campylomma annulicorne (Signoret, 1865)                                                                                               |                                                                        |             | DD        |
| weitere Bilder                                               | Königskerzen-Weichwanze                                                  | Campylomma verbasci (Meyer-Dür, 1843)                                                                                                 | Campylomma verbasci – Specimen                                         | 2,8–3,2     | LC        |
| weitere Bilder                                               | Jungfräuliche Weichwanze                                                 | Campyloneura virgula (Herrich-Schäffer, 1835)                                                                                         | Campyloneura virgula – Specimen                                        | 3,9–4,7     | LC        |
| weitere Bilder                                               |                                                                          | Capsodes gothicus gothicus (Linnaeus, 1758) Unterart:                                                                                 |                                                                        | 5,7–7,4     | LC        |
| weitere Bilder                                               |                                                                          | Capsodes mat (Rossi, 1790) |                                                                        |             | VU        |
| weitere Bilder                                               |                                                                          | Capsus ater (Linnaeus, 1758) | Capsus ater – Specimen                                                 | 5,1–6,3     | LC        |
|                                                              |                                                                          | Capsus pilifer (Remane, 1950) |                                                                        |             | EN        |
|                                                              |                                                                          | Capsus wagneri (Remane, 1950) |                                                                        |             | EN        |
| weitere Bilder                                               |                                                                          | Charagochilus gyllenhalii (Fallén, 1807)                                                                                              | Charagochilus gyllenhalii – Specimen                                   | 3,1–4,5     | LC        |
|                                                              |                                                                          | Charagochilus spiralifer Kerzhner, 1988                                                                                               |                                                                        |             | LC        |
|                                                              |                                                                          | Charagochilus weberi Wagner, 1953 |                                                                        |             | DD        |
| weitere Bilder                                               | Fetthennen-Weichwanze, Sedum-Wanze, Sedum-Weichwanze, Gestutzter Dolling | Chlamydatus evanescens = Chlamydatus (Eurymerocoris) evanescens (Boheman, 1852)                                                       |                                                                        | 1,6–2,8     | NT        |
|                                                              |                                                                          | Chlamydatus pulicarius = Chlamydatus (Euattus) pulicarius (Fallén, 1807)                                                              |                                                                        |             | LC        |
| weitere Bilder                                               |                                                                          | Chlamydatus pullus = Chlamydatus (Euattus) pullus (Reuter, 1870)                                                                      | Chlamydatus pullus – Specimen                                          | 2–2,7       | LC        |
| weitere Bilder                                               |                                                                          | Chlamydatus saltitans = Chlamydatus (Chlamydatus) saltitans (Fallén, 1807)                                                            |                                                                        | 2,1–2,6     | NT        |
|                                                              |                                                                          | Chlorillus pictus (Fieber, 1864) |                                                                        |             | VU        |
| weitere Bilder                                               | Zweikeulen-Weichwanze, Zweikeulen-Schmuckwanze                           | Closterotomus biclavatus biclavatus (Herrich-Schäffer, 1835) Unterart:                                                                |                                                                        | 5,9–7,7     | LC        |
| weitere Bilder                                               | Braune Schmuckwanze, Rotgelbgefleckte Schmuckwanze                       | Closterotomus fulvomaculatus (De Geer, 1773)                                                                                          | Closterotomus fulvomaculatus – Specimen                                | 5,8–7,1     | LC        |
| weitere Bilder                                               | Zweipunktige Wiesenwanze, Norwegische Schmuckwanze                       | Closterotomus norwegicus (Gmelin, 1790)                                                                                               | Closterotomus norwegicus – Specimen                                    | 6–9         | LC        |
|                                                              | Absinth-Weichwanze                                                       | Compsidolon absinthii = Compsidolon (Apsinthophylus) absinthii (Scott, 1870)                                                          |                                                                        |             | VU        |
|                                                              |                                                                          | Compsidolon pumilum = Compsidolon (Apsinthophylus) pumilum (Jakovlev, 1876)                                                           |                                                                        |             | DD        |
| weitere Bilder                                               | Haselnuss-Weichwanze                                                     | Compsidolon salicellum = Compsidolon (Coniortodes) salicellum (Herrich-Schäffer, 1841)                                                |                                                                        | 3,4–4       | LC        |
|                                                              |                                                                          | Conostethus hungaricus Wagner, 1941                                                                                                   |                                                                        |             | CR        |
|                                                              |                                                                          | Conostethus roseus (Fallén, 1807) |                                                                        |             | CR        |
|                                                              |                                                                          | Cremnocephalus albolineatus Reuter, 1875                                                                                              |                                                                        |             | LC        |
|                                                              |                                                                          | Cremnocephalus alpestris Wagner, 1941                                                                                                 |                                                                        |             | LC        |
|                                                              |                                                                          | Criocoris crassicornis (Hahn, 1834)                                                                                                   |                                                                        |             | LC        |
|                                                              |                                                                          | Criocoris nigricornis Reuter, 1894 |                                                                        |             | EN        |
|                                                              |                                                                          | Criocoris nigripes Fieber, 1861 |                                                                        |             | NT        |
|                                                              |                                                                          | Criocoris sulcicornis (Kirschbaum, 1856)                                                                                              |                                                                        |             | VU        |
| weitere Bilder                                               |                                                                          | Cyllecoris histrionius (Linnaeus, 1767)                                                                                               | Cyllecoris histrionius – Specimen                                      | 5,9–8       | LC        |
|                                                              |                                                                          | Cyrtopeltis geniculata Fieber, 1861                                                                                                   |                                                                        |             | DD        |
| weitere Bilder                                               |                                                                          | Cyrtorhinus caricis (Fallén, 1807) |                                                                        | 3,4–4       | EN        |
|                                                              | Lärchen-Halsringweichwanze                                               | Deraeocoris annulipes = Deraeocoris (Deraeocoris) annulipes (Herrich-Schäffer, 1842)                                                  |                                                                        |             | LC        |
| weitere Bilder                                               | Italienische Halsringweichwanze                                          | Deraeocoris flavilinea = Deraeocoris (Deraeocoris) flavilinea (A. Costa, 1862)                                                        | Deraeocoris flavilinea – Specimen                                      | 6,3–7,2     | NE        |
| weitere Bilder                                               | Helle Halsringweichwanze                                                 | Deraeocoris lutescens = Deraeocoris (Knightocapsus) lutescens (Schilling, 1837)                                                       | Deraeocoris lutescens – Specimen                                       | 3,7–4,5     | LC        |
|                                                              | Schwarze Halsringweichwanze                                              | Deraeocoris morio = Deraeocoris (Deraeocoris) morio (Boheman, 1852)                                                                   |                                                                        |             | NT        |
| weitere Bilder                                               | Weißdorn-Halsringweichwanze                                              | Deraeocoris olivaceus = Deraeocoris (Deraeocoris) olivaceus (Fabricius, 1777)                                                         | Deraeocoris olivaceus – Specimen, Nymphe                               | 8,5–10,5    | LC        |
| weitere Bilder                                               | Punktierte Halsringweichwanze                                            | Deraeocoris punctulatus = Deraeocoris (Camptobrochis) punctulatus (Fallén, 1807)                                                      |                                                                        |             | VU        |
| weitere Bilder                                               | Rote Weichwanze, Rote Halsringweichwanze                                 | Deraeocoris ruber = Deraeocoris (Deraeocoris) ruber (Linnaeus, 1758)                                                                  | Deraeocoris ruber – Specimen                                           | 6,6–7,7     | LC        |
|                                                              | Beifuß-Halsringweichwanze                                                | Deraeocoris serenus = Deraeocoris (Camptobrochis) serenus (Douglas & Scott, 1868)                                                     |                                                                        |             | NT        |
|                                                              | Große Halsringweichwanze                                                 | Deraeocoris trifasciatus = Deraeocoris (Deraeocoris) trifasciatus (Linnaeus, 1767)                                                    |                                                                        |             | LC        |
| weitere Bilder                                               |                                                                          | Dichrooscytus gustavi Josifov, 1981                                                                                                   | Dichrooscytus gustavi – Specimen                                       | 3,8–4,3     | LC        |
|                                                              |                                                                          | Dichrooscytus intermedius Reuter, 1885                                                                                                |                                                                        |             | LC        |
| weitere Bilder                                               |                                                                          | Dichrooscytus rufipennis (Fallén, 1807)                                                                                               |                                                                        |             | LC        |
|                                                              |                                                                          | Dichrooscytus valesianus Fieber, 1861                                                                                                 |                                                                        |             | VU        |
| weitere Bilder                                               |                                                                          | Dicyphus annulatus = Dicyphus (Brachyceroea) annulatus (Wolff, 1804)                                                                  |                                                                        | 2,8–3,6     | RE        |
| weitere Bilder                                               |                                                                          | Dicyphus constrictus = Dicyphus (Dicyphus) constrictus (Boheman, 1852)                                                                |                                                                        |             | NT        |
| weitere Bilder                                               | Weidenröschen-Zweibuckelweichwanze                                       | Dicyphus epilobii = Dicyphus (Dicyphus) epilobii Reuter, 1883                                                                         | Dicyphus epilobii – Specimen                                           | 4,5–5,4     | VU        |
| weitere Bilder                                               | Unstete Zweibuckelweichwanze                                             | Dicyphus errans = Dicyphus (Dicyphus) errans (Wolff, 1804)                                                                            | Dicyphus errans – Specimen                                             | 4,5–5,1     | LC        |
| weitere Bilder                                               | Kugelförmige Zweibuckelweichwanze                                        | Dicyphus globulifer = Dicyphus (Brachyceroea) globulifer (Fallén, 1829)                                                               | Dicyphus globulifer – Specimen                                         | 3,5–4,1     | LC        |
|                                                              | Tollkirschen-Zweibuckelweichwanze                                        | Dicyphus hyalinipennis = Dicyphus (Dicyphus) hyalinipennis (Burmeister, 1835)                                                         |                                                                        |             | LC        |
| weitere Bilder                                               | Hellfühlerige Zweibuckelweichwanze                                       | Dicyphus pallicornis = Dicyphus (Idolocoris) pallicornis (Fieber, 1861)                                                               |                                                                        | 2,6–4,1     | DD        |
| weitere Bilder                                               | Bleiche Zweibuckelweichwanze                                             | Dicyphus pallidus = Dicyphus (Dicyphus) pallidus (Herrich-Schäffer, 1836)                                                             | Dicyphus pallidus – Specimen                                           |             | LC        |
| weitere Bilder                                               | Ziest-Zweibuckelweichwanze                                               | Dicyphus stachydis stachydis = Dicyphus (Dicyphus) stachydis stachydis J. Sahlberg, 1878 Unterart:                                    |                                                                        | 3,3–4,8     | LC        |
|                                                              | Steirische Gebirgsweichwanze                                             | Dimorphocoris schmidti (Fieber, 1858)                                                                                                 |                                                                        |             | NT        |
|                                                              |                                                                          | Dionconotus confluens confluens Hoberlandt, 1945 Unterart:                                                                            |                                                                        |             | VU        |
| weitere Bilder                                               |                                                                          | Dryophilocoris flavoquadrimaculatus = Dryophilocoris (Dryophilocoris) flavoquadrimaculatus (De Geer, 1773)                            | Dryophilocoris flavoquadrimaculatus – Specimen                         | 6–6,6       | LC        |
|                                                              |                                                                          | Dryophilocoris luteus = Dryophilocoris (Camarocyphus) luteus (Herrich-Schäffer, 1835)                                                 |                                                                        |             | NT        |
|                                                              |                                                                          | Europiella albipennis (Fallén, 1829)                                                                                                  |                                                                        |             | DD        |
|                                                              |                                                                          | Europiella alpina (Reuter, 1875) |                                                                        |             | LC        |
| weitere Bilder                                               |                                                                          | Europiella artemisiae (Becker, 1864)                                                                                                  | Europiella artemisiae – Specimen                                       | 2,7–3,4     | LC        |
|                                                              | Schwefelwanze                                                            | Eurycolpus flaveolus (Stål, 1858) |                                                                        |             | VU        |
|                                                              |                                                                          | Euryopicoris nitidus (Meyer-Dür, 1843)                                                                                                |                                                                        |             | DD        |
|                                                              |                                                                          | Fieberocapsus flaveolus (Reuter, 1870)                                                                                                |                                                                        |             | CR        |
|                                                              |                                                                          | Fulvius oxycarenoides (Reuter, 1878)                                                                                                  |                                                                        |             | EN        |
| weitere Bilder                                               | Gelbgefleckter Kugelkopf                                                 | Globiceps flavomaculatus = Globiceps (Kelidocoris) flavomaculatus (Fabricius, 1794)                                                   | Globiceps flavomaculatus – Specimen                                    |             | LC        |
| weitere Bilder                                               | Abgeflachter Kugelkopf                                                   | Globiceps fulvicollis = Globiceps (Kelidocoris) fulvicollis Jakovlev, 1877                                                            | Globiceps fulvicollis – Specimen                                       | 4,4–6,1     | LC        |
|                                                              | Wacholder-Kugelkopf                                                      | Globiceps juniperi = Globiceps (Kelidocoris) juniperi Reuter, 1902                                                                    |                                                                        |             | NT        |
|                                                              | Schmutziger Kugelkopf                                                    | Globiceps sordidus sordidus = Globiceps (Kelidocoris) sordidus sordidus Reuter, 1876 Unterart:                                        |                                                                        |             | VU        |
|                                                              | Höckeriger Kugelkopf                                                     | Globiceps sphaegiformis = Globiceps (Globiceps) sphaegiformis (Rossi, 1790)                                                           |                                                                        |             | LC        |
| weitere Bilder                                               | Gebirgs-Schmuckwanze                                                     | Grypocoris sexguttatus (Fabricius, 1777)                                                                                              | Grypocoris sexguttatus – Specimen                                      | 6,5–8,3     | LC        |
| weitere Bilder                                               | Gelbgebänderte Weichwanze                                                | Hadrodemus m-flavum (Goeze, 1778) |                                                                        |             | NT        |
|                                                              |                                                                          | Hallodapus montandoni Reuter, 1895 |                                                                        |             | VU        |
| weitere Bilder                                               |                                                                          | Hallodapus rufescens (Burmeister, 1835)                                                                                               | Hallodapus rufescens – Specimen, 4. Zeile Mitte, Bild 9                |             | VU        |
|                                                              |                                                                          | Hallodapus suturalis (Herrich-Schäffer, 1837)                                                                                         |                                                                        |             | EN        |
| weitere Bilder                                               | Flügellose Springweichwanze                                              | Halticus apterus apterus (Linnaeus, 1758) Unterart:                                                                                   |                                                                        |             | LC        |
| weitere Bilder                                               | Gelbkopf-Springweichwanze                                                | Halticus luteicollis (Panzer, 1804)                                                                                                   | Halticus luteicollis – Specimen                                        | 2,8–3,6     | LC        |
|                                                              | Großkopf-Springweichwanze                                                | Halticus macrocephalus Fieber, 1858                                                                                                   |                                                                        |             | DD        |
|                                                              | Große Springweichwanze                                                   | Halticus major Wagner, 1951 |                                                                        |             | DD        |
|                                                              | Kleine Springweichwanze                                                  | Halticus pusillus (Herrich-Schäffer, 1835)                                                                                            |                                                                        |             | NT        |
|                                                              | Rotköpfige Springweichwanze                                              | Halticus saltator (Geoffroy, 1785) |                                                                        |             | DD        |
|                                                              | Griechische Eichen-Weichwanze                                            | Harpocera hellenica Reuter, 1876 |                                                                        |             | LC        |
| weitere Bilder                                               | Eichenwanze, Frühe Eichen-Weichwanze                                     | Harpocera thoracica (Fallén, 1807) | Harpocera thoracica – Specimen                                         | 6–6,8       | LC        |
|                                                              | Schwarze Backenklee-Weichwanze                                           | Heterocapillus tigripes (Mulsant & Rey, 1852)                                                                                         |                                                                        |             | NT        |
|                                                              |                                                                          | Heterocordylus cytisi = Heterocordylus (Heterocordylus) cytisi Josifov, 1958                                                          |                                                                        |             | VU        |
|                                                              |                                                                          | Heterocordylus erythropthalmus erythropthalmus = Heterocordylus (Bothrocranum) erythropthalmus erythropthalmus (Hahn, 1833) Unterart: |                                                                        |             | NT        |
| weitere Bilder                                               |                                                                          | Heterocordylus genistae = Heterocordylus (Heterocordylus) genistae (Scopoli, 1763)                                                    | Heterocordylus genistae – Specimen                                     |             | LC        |
|                                                              |                                                                          | Heterocordylus leptocerus = Heterocordylus (Heterocordylus) leptocerus (Kirschbaum, 1856)                                             |                                                                        |             | LC        |
| weitere Bilder                                               |                                                                          | Heterocordylus tibialis = Heterocordylus (Heterocordylus) tibialis (Hahn, 1833)                                                       | Heterocordylus tibialis – Specimen                                     | 4,6–5,2     | LC        |
| weitere Bilder                                               |                                                                          | Heterocordylus tumidicornis = Heterocordylus (Heterocordylus) tumidicornis (Herrich-Schäffer, 1835)                                   |                                                                        | 4,2–4,8     | LC        |
|                                                              |                                                                          | Heterotoma merioptera (Scopoli, 1763)                                                                                                 |                                                                        |             | LC        |
| weitere Bilder                                               | Dickfühlerweichwanze                                                     | Heterotoma planicornis (Pallas, 1772)                                                                                                 | Heterotoma planicornis – Specimen                                      | 4,6–5,5     | LC        |
| weitere Bilder                                               | Habichtskraut-Weichwanze                                                 | Hoplomachus thunbergii (Fallén, 1807)                                                                                                 | Hoplomachus thunbergii – Specimen                                      | 3,8–4,5     | LC        |
| weitere Bilder                                               |                                                                          | Horistus orientalis (Gmelin, 1790) |                                                                        | 5,3–6,7     | NT        |
| weitere Bilder                                               | Hochgebirgs-Schmuckwanze                                                 | Horwathia lineolata (A. Costa, 1862)                                                                                                  |                                                                        | 7–8         | LC        |
|                                                              | Dunkle Mistel-Weichwanze                                                 | Hypseloecus visci (Puton, 1888) |                                                                        |             | NT        |
|                                                              |                                                                          | Icodema infuscata (Fieber, 1861) |                                                                        |             | LC        |
| weitere Bilder                                               |                                                                          | Isometopus intrusus (Herrich-Schäffer, 1835)                                                                                          |                                                                        | 2,7–4       | VU        |
|                                                              |                                                                          | Isometopus mirificus Mulsant & Rey, 1879                                                                                              |                                                                        |             | EN        |
| weitere Bilder                                               | Langhaarige Dolchwanze                                                   | Leptopterna dolabrata (Linnaeus, 1758)                                                                                                | Leptopterna dolabrata – Specimen                                       | 7,1–9,5     | LC        |
| weitere Bilder                                               |                                                                          | Leptopterna ferrugata (Fallén, 1807)                                                                                                  | Leptopterna ferrugata – Specimen                                       | 6,7–9       | LC        |
| weitere Bilder                                               | Gepunktete Nesselwanze, Brennnessel-Weichwanze                           | Liocoris tripustulatus (Fabricius, 1781)                                                                                              | Liocoris tripustulatus – Specimen                                      | 3,8–5       | LC        |
| weitere Bilder                                               |                                                                          | Lopus decolor decolor (Fallén, 1807)                                                                                                  | Lopus decolor – Specimen                                               | 3,8–4,8     | LC        |
|                                                              |                                                                          | Lopus longiceps (Flor, 1860) |                                                                        |             | DD        |
| weitere Bilder                                               |                                                                          | Lygocoris pabulinus (Linnaeus, 1761)                                                                                                  | Lygocoris pabulinus – Specimen                                         | 5–6,7       | LC        |
| weitere Bilder                                               | Nordische Apfelwanze                                                     | Lygocoris rugicollis (Fallén, 1807)                                                                                                   | Lygocoris rugicollis – Specimen                                        | 5,5–7       | LC        |
| weitere Bilder                                               | Beifuß-Wiesenwanze                                                       | Lygus gemellatus gemellatus (Herrich-Schäffer, 1835) Unterart:                                                                        | Lygus gemellatus – Specimen                                            | 5,3–6,1     | LC        |
| weitere Bilder                                               | Gemeine Wiesenwanze                                                      | Lygus pratensis (Linnaeus, 1758) | Lygus pratensis – Specimen                                             | 5,8–7,3     | LC        |
| weitere Bilder                                               | Gebirgs-Wiesenwanze                                                      | Lygus punctatus (Zetterstedt, 1838)                                                                                                   |                                                                        | 6–7         | LC        |
| weitere Bilder                                               | Behaarte Wiesenwanze                                                     | Lygus rugulipennis Poppius, 1911 | Lygus rugulipennis – Specimen                                          | 4,7–5,7     | LC        |
| weitere Bilder                                               | Wagners Wiesenwanze                                                      | Lygus wagneri Remane, 1955 | Lygus wagneri – Specimen                                               | 5,5–6,9     | LC        |
|                                                              | Kugeldistel-Weichwanze                                                   | Macrolophus glaucescens Fieber, 1858                                                                                                  |                                                                        |             | LC        |
| weitere Bilder                                               | Klebsalbei-Weichwanze                                                    | Macrolophus pygmaeus (Rambur, 1839)                                                                                                   |                                                                        | 3,1–3,9     | LC        |
| weitere Bilder                                               |                                                                          | Macrolophus rubi Woodroffe, 1957 |                                                                        | 3,4–4,5     | LC        |
|                                                              | Herrichs Dicknase                                                        | Macrotylus herrichi = Macrotylus (Macrotylus) herrichi (Reuter, 1873)                                                                 |                                                                        |             | LC        |
| weitere Bilder                                               | Horváths Dicknase                                                        | Macrotylus horvathi = Macrotylus (Alloeonycha) horvathi (Reuter, 1876)                                                                |                                                                        | 4,2–5,1     | LC        |
| weitere Bilder                                               | Gefleckte Dicknase                                                       | Macrotylus paykullii = Macrotylus (Alloeonycha) paykullii (Fallén, 1807)                                                              |                                                                        | 2,8–3,7     | VU        |
| weitere Bilder                                               | Viergestreifte Dicknase                                                  | Macrotylus quadrilineatus = Macrotylus (Macrotylus) quadrilineatus (Schrank, 1785)                                                    |                                                                        | etwa 5      | LC        |
| weitere Bilder                                               | Einsame Dicknase                                                         | Macrotylus solitarius = Macrotylus (Alloeonycha) solitarius, Syn.: Macrotylus mayri (Meyer-Dür, 1843)                                 |                                                                        | 4,2–5,8     | LC        |
| weitere Bilder                                               |                                                                          | Malacocoris chlorizans (Panzer, 1794)                                                                                                 | Malacocoris chlorizans – Specimen                                      | 3,7–4,2     | LC        |
| weitere Bilder                                               |                                                                          | Mecomma ambulans ambulans = Mecomma (Mecomma) ambulans ambulans (Fallén, 1807) Unterart:                                              | Mecomma ambulans – Specimen                                            | 2,4–4,8     | LC        |
| weitere Bilder                                               |                                                                          | Mecomma dispar = Mecomma (Globicellus) dispar (Boheman, 1852)                                                                         | Mecomma dispar – Specimen, 1. Zeile Mitte, Bild 2                      |             | NT        |
|                                                              |                                                                          | Megacoelum beckeri, Syn.: Pseudomegacoelum beckeri (Fieber, 1870)                                                                     |                                                                        |             | LC        |
| weitere Bilder                                               |                                                                          | Megacoelum infusum (Herrich-Schäffer, 1837)                                                                                           | Megacoelum infusum – Specimen, Nymphe                                  | 6–7,2       | LC        |
| weitere Bilder                                               |                                                                          | Megaloceroea recticornis (Geoffroy, 1785)                                                                                             | Megaloceroea recticornis – Specimen                                    | 7,9–10,2    | LC        |
|                                                              |                                                                          | Megalocoleus exsanguis (Herrich-Schäffer, 1835)                                                                                       |                                                                        |             | RE        |
| weitere Bilder                                               |                                                                          | Megalocoleus molliculus (Fallén, 1807)                                                                                                | Megalocoleus molliculus – Specimen                                     | 3,9–5,1     | LC        |
|                                                              |                                                                          | Megalocoleus naso (Reuter, 1879) |                                                                        |             | LC        |
| weitere Bilder                                               |                                                                          | Megalocoleus tanaceti (Fallén, 1807)                                                                                                  |                                                                        | 4,3–5,2     | LC        |
| weitere Bilder                                               | Eschen-Schmuckwanze, Schmidts Schmuckwanze                               | Mermitelocerus schmidtii (Fieber, 1836)                                                                                               |                                                                        | 7,4–8       | LC        |
|                                                              |                                                                          | Mimocoris rugicollis (A. Costa, 1853)                                                                                                 |                                                                        |             | DD        |
| weitere Bilder                                               | Prachtwanze, Gestreifte Weichwanze                                       | Miris striatus (Linnaeus, 1758) | Miris striatus – Specimen                                              | 9,1–11,7    | LC        |
| weitere Bilder                                               | Langrüsselige Farn-Weichwanze                                            | Monalocoris filicis (Linnaeus, 1758)                                                                                                  | Monalocoris filicis – Specimen                                         | 2–3,1       | LC        |
| weitere Bilder                                               |                                                                          | Monosynamma bohemanni (Fallén, 1829)                                                                                                  | Monosynamma bohemanni – Specimen                                       |             | LC        |
| weitere Bilder                                               |                                                                          | Monosynamma sabulicola (Wagner, 1947)                                                                                                 | Monosynamma sabulicola – Specimen                                      | 3,4–4,2     | DD        |
| weitere Bilder                                               | Ameisenwanze, Zierliche Ameisenweichwanze                                | Myrmecoris gracilis (R. F. Sahlberg, 1848)                                                                                            | Myrmecoris gracilis – Specimen                                         | 4–6         | VU        |
| weitere Bilder                                               |                                                                          | Neolygus contaminatus, Syn.: Lygocoris contaminatus (Fallén, 1807)                                                                    | Neolygus contaminatus – Specimen                                       | 5,6–6,9     | LC        |
| weitere Bilder                                               |                                                                          | Neolygus viridis, Syn.: Lygocoris viridis (Fallén, 1807)                                                                              | Neolygus viridis – Specimen                                            | 5,5–6,5     | LC        |
|                                                              |                                                                          | Neolygus zebei (Günther, 1997) |                                                                        |             | LC        |
| weitere Bilder                                               | Grasweichwanze                                                           | Notostira elongata (Geoffroy, 1785)                                                                                                   | Notostira elongata – Specimen                                          | 6–8,7       | LC        |
| weitere Bilder                                               |                                                                          | Notostira erratica (Linnaeus, 1758)                                                                                                   |                                                                        |             | LC        |
| weitere Bilder                                               |                                                                          | Omphalonotus quadriguttatus (Kirschbaum, 1856)                                                                                        | Omphalonotus quadriguttatus – Specimen                                 |             | VU        |
| weitere Bilder                                               | Rainfarn-Krummnase                                                       | Oncotylus punctipes = Oncotylus (Oncotylus) punctipes Reuter, 1875                                                                    | Oncotylus punctipes – Specimen                                         |             | LC        |
|                                                              | Flockenblumen-Krummnase                                                  | Oncotylus setulosus = Oncotylus (Cylindromelus) setulosus (Herrich-Schäffer, 1837)                                                    |                                                                        |             | VU        |
| weitere Bilder                                               | Gelbgrüne Krummnase                                                      | Oncotylus viridiflavus viridiflavus = Oncotylus (Oncotylus) viridiflavus viridiflavus (Goeze, 1778) Unterart:                         | Oncotylus viridiflavus – Specimen                                      | 6,4–7,8     | VU        |
|                                                              |                                                                          | Orthocephalus bivittatus Fieber, 1864                                                                                                 |                                                                        |             | VU        |
|                                                              |                                                                          | Orthocephalus brevis (Panzer, 1798)                                                                                                   |                                                                        |             | NT        |
| weitere Bilder                                               |                                                                          | Orthocephalus coriaceus (Fabricius, 1777)                                                                                             | Orthocephalus coriaceus – Specimen                                     | 4,1–5,5     | LC        |
| weitere Bilder                                               |                                                                          | Orthocephalus saltator (Hahn, 1835)                                                                                                   | Orthocephalus saltator – Specimen                                      | 3,5–5,6     | LC        |
|                                                              |                                                                          | Orthocephalus vittipennis (Herrich-Schäffer, 1835)                                                                                    |                                                                        |             | LC        |
|                                                              |                                                                          | Orthonotus cylindricollis (A. Costa, 1853)                                                                                            |                                                                        |             | VU        |
| weitere Bilder                                               |                                                                          | Orthonotus rufifrons (Fallén, 1807)                                                                                                   | Orthonotus rufifrons – Specimen                                        | 3–4,6       | LC        |
| weitere Bilder                                               |                                                                          | Orthops basalis = Orthops (Orthops) basalis (A. Costa, 1853)                                                                          | Orthops basalis – Specimen                                             | 4–5,2       | LC        |
| weitere Bilder                                               |                                                                          | Orthops campestris = Orthops (Orthops) campestris (Linnaeus, 1758)                                                                    | Orthops campestris – Specimen                                          | 3,6–4,5     | LC        |
|                                                              |                                                                          | Orthops forelii = Orthops (Montanorthops) forelii Fieber, 1858                                                                        |                                                                        |             | VU        |
| weitere Bilder                                               |                                                                          | Orthops kalmii = Orthops (Orthops) kalmii (Linnaeus, 1758)                                                                            | Orthops kalmii – Specimen                                              | 3,9–5       | LC        |
|                                                              |                                                                          | Orthops montanus = Orthops (Montanorthops) montanus (Schilling, 1837)                                                                 |                                                                        |             | LC        |
| weitere Bilder                                               |                                                                          | Orthotylus bilineatus = Orthotylus (Pseudorthotylus) bilineatus (Fallén, 1807)                                                        | Orthotylus bilineatus – Specimen                                       | 4,6–5,3     | DD        |
|                                                              |                                                                          | Orthotylus caprai = Orthotylus (Parapachylops) caprai Wagner, 1955                                                                    |                                                                        |             | NE        |
| weitere Bilder                                               |                                                                          | Orthotylus concolor = Orthotylus (Pachylops) concolor (Kirschbaum, 1856)                                                              | Orthotylus concolor – Specimen                                         |             | NE        |
| weitere Bilder                                               |                                                                          | Orthotylus ericetorum ericetorum = Orthotylus (Litocoris) ericetorum ericetorum (Fallén, 1807) Unterart:                              | Orthotylus ericetorum – Specimen                                       | 3–3,8       | NT        |
| weitere Bilder                                               |                                                                          | Orthotylus flavinervis = Orthotylus (Orthotylus) flavinervis (Kirschbaum, 1856)                                                       | Orthotylus flavinervis – Specimen                                      | 5,2–6,1     | LC        |
| weitere Bilder                                               |                                                                          | Orthotylus flavosparsus = Orthotylus (Melanotrichus) flavosparsus (C. R. Sahlberg, 1841)                                              | Orthotylus flavosparsus – Specimen                                     | 3,5–4,1     | LC        |
|                                                              |                                                                          | Orthotylus fuscescens = Orthotylus (Pinocapsus) fuscescens (Kirschbaum, 1856)                                                         |                                                                        |             | LC        |
|                                                              |                                                                          | Orthotylus interpositus = Orthotylus (Orthotylus) interpositus K. Schmidt, 1938                                                       |                                                                        |             | LC        |
| weitere Bilder                                               |                                                                          | Orthotylus marginalis = Orthotylus (Orthotylus) marginalis Reuter, 1883                                                               | Orthotylus marginalis – Specimen                                       | 5,8–6,9     | LC        |
| weitere Bilder                                               |                                                                          | Orthotylus nassatus = Orthotylus (Orthotylus) nassatus (Fabricius, 1787)                                                              |                                                                        | 4,6–5,1     | LC        |
|                                                              |                                                                          | Orthotylus obscurus = Orthotylus (Orthotylus) obscurus Reuter, 1875                                                                   |                                                                        |             | DD        |
| weitere Bilder                                               |                                                                          | Orthotylus prasinus = Orthotylus (Orthotylus) prasinus (Fallén, 1826)                                                                 | Orthotylus prasinus – Specimen, 4. Zeile ganz links, Bild 11           |             | LC        |
|                                                              |                                                                          | Orthotylus quercicola = Orthotylus (Orthotylus) quercicola Reuter, 1885                                                               |                                                                        |             | NT        |
| weitere Bilder                                               |                                                                          | Orthotylus rubidus = Orthotylus (Melanotrichus) rubidus (Puton, 1874)                                                                 | Orthotylus rubidus – Specimen, 2. Zeile ganz links, Bild 3             |             | CR        |
|                                                              |                                                                          | Orthotylus schoberiae = Orthotylus (Melanotrichus) schoberiae Reuter, 1876                                                            |                                                                        |             | CR        |
| weitere Bilder                                               |                                                                          | Orthotylus tenellus = Orthotylus (Orthotylus) tenellus (Fallén, 1807)                                                                 |                                                                        | 4,2–4,7     | LC        |
|                                                              |                                                                          | Orthotylus virens = Orthotylus (Orthotylus) virens (Fallén, 1807)                                                                     |                                                                        |             | LC        |
| weitere Bilder                                               |                                                                          | Orthotylus virescens = Orthotylus (Pachylops) virescens (Douglas & Scott, 1865)                                                       | Orthotylus virescens – Specimen                                        | 3,9–4,9     | NE        |
| weitere Bilder                                               |                                                                          | Orthotylus viridinervis = Orthotylus (Orthotylus) viridinervis (Kirschbaum, 1856)                                                     | Orthotylus viridinervis – Specimen, 4. Zeile rechts, Bild 10           |             | LC        |
|                                                              |                                                                          | Pachypterna fieberi Fieber, 1858 |                                                                        |             | DD        |
|                                                              |                                                                          | Pachytomella parallela (Meyer-Dür, 1843)                                                                                              |                                                                        |             | NT        |
| weitere Bilder                                               | Erlengast                                                                | Pantilius tunicatus (Fabricius, 1781)                                                                                                 | Pantilius tunicatus – Specimen                                         | 8–10,2      | LC        |
|                                                              |                                                                          | Parapsallus vitellinus (Scholtz, 1847)                                                                                                |                                                                        |             | LC        |
|                                                              |                                                                          | Phoenicocoris dissimilis (Reuter, 1878)                                                                                               |                                                                        |             | DD        |
|                                                              |                                                                          | Phoenicocoris modestus (Meyer-Dür, 1843)                                                                                              |                                                                        |             | DD        |
| weitere Bilder                                               |                                                                          | Phoenicocoris obscurellus (Fallén, 1829)                                                                                              | Phoenicocoris obscurellus – Specimen                                   | 2,5–3,6     | LC        |
| weitere Bilder                                               |                                                                          | Phylus coryli = Phylus (Phylus) coryli (Linnaeus, 1758)                                                                               | Phylus coryli – Specimen                                               | 4,4–5,4     | LC        |
| weitere Bilder                                               |                                                                          | Phylus melanocephalus = Phylus (Phylus) melanocephalus, Syn.: Phylus palliceps (Linnaeus, 1767)                                       | Phylus melanocephalus – Specimen                                       | 4,5–6       | LC        |
| weitere Bilder                                               |                                                                          | Phylus plagiatus = Phylus (Teratoscopus) plagiatus (Herrich-Schäffer, 1835)                                                           |                                                                        |             | LC        |
|                                                              | Österreichische Laubweichwanze                                           | Phytocoris austriacus = Phytocoris (Ktenocoris) austriacus Wagner, 1954                                                               |                                                                        |             | LC        |
|                                                              | Verwirrte Laubweichwanze                                                 | Phytocoris confusus = Phytocoris (Phytocoris) confusus Reuter, 1896                                                                   |                                                                        |             | DD        |
| weitere Bilder                                               | Halbe Laubweichwanze                                                     | Phytocoris dimidiatus = Phytocoris (Phytocoris) dimidiatus Kirschbaum, 1856                                                           |                                                                        | 5,5–7,2     | LC        |
|                                                              | Haarige Laubweichwanze                                                   | Phytocoris hirsutulus = Phytocoris (Phytocoris) hirsutulus Flor, 1861                                                                 |                                                                        |             | NT        |
|                                                              | Graue Laubweichwanze                                                     | Phytocoris incanus = Phytocoris (Eckerleinius) incanus Fieber, 1864                                                                   |                                                                        |             | CR        |
| weitere Bilder                                               | Trockenrasen-Laubweichwanze                                              | Phytocoris insignis = Phytocoris (Ktenocoris) insignis Reuter, 1876                                                                   |                                                                        | 4,7–6,8     | VU        |
| weitere Bilder                                               | Kraushaarige Laubweichwanze                                              | Phytocoris intricatus = Phytocoris (Phytocoris) intricatus Flor, 1861                                                                 |                                                                        |             | LC        |
|                                                              | Große Wacholder-Laubweichwanze                                           | Phytocoris juniperi = Phytocoris (Compsocerocoris) juniperi Frey-Gessner, 1865                                                        |                                                                        |             | DD        |
| weitere Bilder                                               | Langbeinige Laubweichwanze                                               | Phytocoris longipennis = Phytocoris (Phytocoris) longipennis Flor, 1861                                                               |                                                                        | 6,6–7,6     | LC        |
|                                                              | Südliche Laubweichwanze                                                  | Phytocoris meridionalis = Phytocoris (Stictophytocoris) meridionalis Herrich-Schäffer, 1835                                           |                                                                        |             | EN        |
|                                                              | Nowicky´s Laubweichwanze                                                 | Phytocoris nowickyi = Phytocoris (Ktenocoris) nowickyi Fieber, 1870                                                                   |                                                                        |             | DD        |
|                                                              | Kleine Wacholder-Laubweichwanze                                          | Phytocoris parvulus = Phytocoris (Exophytocoris) parvulus Reuter, 1880                                                                |                                                                        |             | LC        |
| weitere Bilder                                               | Föhren-Laubweichwanze                                                    | Phytocoris pini = Phytocoris (Phytocoris) pini Kirschbaum, 1856                                                                       |                                                                        |             | LC        |
| weitere Bilder                                               | Pappel-Laubweichwanze                                                    | Phytocoris populi = Phytocoris (Phytocoris) populi (Linnaeus, 1758)                                                                   |                                                                        | 6,4–7,3     | LC        |
|                                                              | Reuters Laubweichwanze                                                   | Phytocoris reuteri = Phytocoris (Phytocoris) reuteri Saunders, 1876                                                                   |                                                                        |             | NT        |
| weitere Bilder                                               | Linden-Laubweichwanze                                                    | Phytocoris tiliae tiliae = Phytocoris (Phytocoris) tiliae tiliae (Fabricius, 1777) Unterart:                                          | Phytocoris tiliae – Specimen                                           | 6–6,9       | LC        |
| weitere Bilder                                               | Ulmen-Laubweichwanze                                                     | Phytocoris ulmi = Phytocoris (Ktenocoris) ulmi (Linnaeus, 1758)                                                                       | Phytocoris ulmi – Specimen                                             | 6,4–8,1     | LC        |
|                                                              | Gelbgrüne Laubweichwanze                                                 | Phytocoris ustulatus = Phytocoris (Leptophytocoris) ustulatus Herrich-Schäffer, 1835                                                  |                                                                        |             | NT        |
| weitere Bilder                                               | Kräuter-Laubweichwanze                                                   | Phytocoris varipes = Phytocoris (Ktenocoris) varipes Boheman, 1852                                                                    | Phytocoris varipes – Specimen                                          | 5,7–7,4     | LC        |
|                                                              |                                                                          | Piezocranum simulans Horváth, 1877 |                                                                        |             | VU        |
| weitere Bilder                                               |                                                                          | Pilophorus cinnamopterus (Kirschbaum, 1856)                                                                                           | Pilophorus cinnamopterus – Specimen                                    | 4,1–5,1     | LC        |
| weitere Bilder                                               |                                                                          | Pilophorus clavatus (Linnaeus, 1767)                                                                                                  | Pilophorus clavatus – Specimen                                         | 4–5         | LC        |
| weitere Bilder                                               |                                                                          | Pilophorus confusus (Kirschbaum, 1856)                                                                                                |                                                                        |             | LC        |
| weitere Bilder                                               |                                                                          | Pilophorus perplexus Douglas & Scott, 1875                                                                                            | Pilophorus perplexus – Specimen                                        | 4–5         | LC        |
| weitere Bilder                                               |                                                                          | Pilophorus simulans Josifov, 1989 | Pilophorus simulans – Specimen                                         |             | NT        |
| weitere Bilder                                               |                                                                          | Pinalitus atomarius (Meyer-Dür, 1843)                                                                                                 | Pinalitus atomarius – Specimen, 1. Zeile links, Bild 1                 |             | DD        |
| weitere Bilder                                               |                                                                          | Pinalitus cervinus (Herrich-Schäffer, 1841)                                                                                           | Pinalitus cervinus – Specimen                                          | 3,8–4,5     | LC        |
|                                                              |                                                                          | Pinalitus coccineus (Horváth, 1898)                                                                                                   |                                                                        |             | DD        |
|                                                              |                                                                          | Pinalitus rubricatus (Fallén, 1807)                                                                                                   |                                                                        |             | LC        |
| weitere Bilder                                               |                                                                          | Pinalitus viscicola (Puton, 1888) | Pinalitus viscicola – Specimen, 3. Zeile links, Bild 6                 | 3,4–4,5     | NT        |
| weitere Bilder                                               |                                                                          | Pithanus maerkelii (Herrich-Schäffer, 1838)                                                                                           | Pithanus maerkelii – Specimen                                          | 3,7–5,4     | NT        |
| weitere Bilder                                               |                                                                          | Placochilus seladonicus seladonicus (Fallén, 1807) Unterart:                                                                          |                                                                        | etwa 5      | NT        |
| weitere Bilder                                               |                                                                          | Plagiognathus arbustorum arbustorum (Fabricius, 1794) Unterart:                                                                       | Plagiognathus arbustorum – Specimen                                    | 3,6–4,5     | LC        |
|                                                              |                                                                          | Plagiognathus bipunctatus Reuter, 1883                                                                                                |                                                                        |             | VU        |
| weitere Bilder                                               |                                                                          | Plagiognathus chrysanthemi (Wolff, 1804)                                                                                              | Plagiognathus chrysanthemi – Specimen                                  | 3,1–4,1     | LC        |
|                                                              |                                                                          | Plagiognathus fulvipennis (Kirschbaum, 1856)                                                                                          |                                                                        |             | LC        |
| weitere Bilder                                               |                                                                          | Plesiodema pinetella (Fieber, 1864)                                                                                                   | Plesiodema pinetella – Specimen                                        | 2,6–3,4     | LC        |
|                                                              |                                                                          | Polymerus asperulae = Polymerus (Poeciloscytus) asperulae (Fieber, 1861)                                                              |                                                                        |             | VU        |
|                                                              |                                                                          | Polymerus brevicornis = Polymerus (Poeciloscytus) brevicornis (Reuter, 1869)                                                          |                                                                        |             | VU        |
|                                                              |                                                                          | Polymerus carpathicus = Polymerus (Pachycentrum) carpathicus (Horváth, 1882)                                                          |                                                                        |             | EN        |
| weitere Bilder                                               |                                                                          | Polymerus cognatus = Polymerus (Poeciloscytus) cognatus (Fieber, 1858)                                                                |                                                                        |             | NT        |
|                                                              |                                                                          | Polymerus holosericeus = Polymerus (Polymerus) holosericeus Hahn, 1831                                                                |                                                                        |             | LC        |
|                                                              |                                                                          | Polymerus lammesi = Polymerus (Poeciloscytus) lammesi Rinne, 1989                                                                     |                                                                        |             | DD        |
|                                                              |                                                                          | Polymerus microphthalmus = Polymerus (Poeciloscytus) microphthalmus (Wagner, 1951)                                                    |                                                                        |             | LC        |
| weitere Bilder                                               |                                                                          | Polymerus nigrita = Polymerus (Pachycentrum) nigrita (Fallén, 1807)                                                                   | Polymerus nigrita – Specimen                                           | 4–4,9       | LC        |
|                                                              |                                                                          | Polymerus palustris = Polymerus (Poeciloscytus) palustris (Reuter, 1907)                                                              |                                                                        |             | VU        |
| weitere Bilder                                               |                                                                          | Polymerus unifasciatus = Polymerus (Poeciloscytus) unifasciatus (Fabricius, 1794)                                                     | Polymerus unifasciatus – Specimen                                      | 4,9–6,9     | LC        |
| weitere Bilder                                               |                                                                          | Polymerus vulneratus = Polymerus (Poeciloscytus) vulneratus (Panzer, 1806)                                                            |                                                                        |             | LC        |
| weitere Bilder                                               |                                                                          | Psallodema fieberi (Fieber, 1864) | Psallodema fieberi – Specimen, 3. Zeile rechts, Bild 7                 |             | DD        |
|                                                              |                                                                          | Psallus albicinctus = Psallus (Psallus) albicinctus (Kirschbaum, 1856)                                                                |                                                                        |             | LC        |
| weitere Bilder                                               |                                                                          | Psallus ambiguus = Psallus (Mesopsallus) ambiguus (Fallén, 1807)                                                                      | Psallus ambiguus – Specimen                                            | 3,8–4,9     | LC        |
|                                                              |                                                                          | Psallus anaemicus = Psallus (Psallus) anaemicus Seidenstücker, 1966                                                                   |                                                                        |             | LC        |
|                                                              |                                                                          | Psallus assimilis = Psallus (Hylopsallus) assimilis Stichel, 1956                                                                     |                                                                        |             | LC        |
| weitere Bilder                                               |                                                                          | Psallus betuleti = Psallus (Apocremnus) betuleti (Fallén, 1826)                                                                       |                                                                        |             | DD        |
|                                                              |                                                                          | Psallus confusus = Psallus (Psallus) confusus Rieger, 1981                                                                            |                                                                        |             | LC        |
|                                                              |                                                                          | Psallus cruentatus = Psallus (Psallus) cruentatus (Mulsant & Rey, 1852)                                                               |                                                                        |             | DD        |
|                                                              |                                                                          | Psallus falleni = Psallus (Psallus) falleni Reuter, 1883                                                                              |                                                                        | 3,6–4,2     | LC        |
| weitere Bilder                                               |                                                                          | Psallus flavellus = Psallus (Psallus) flavellus Stichel, 1933                                                                         |                                                                        | 3,5–3,9     | LC        |
| weitere Bilder                                               |                                                                          | Psallus haematodes = Psallus (Psallus) haematodes, Syn.: Psallus alni, Psallus roseus (Gmelin, 1790)                                  | Psallus haematodes – Specimen                                          | 3–3,8       | LC        |
|                                                              |                                                                          | Psallus helenae = Psallus (Psallus) helenae Josifov, 1969                                                                             |                                                                        |             | DD        |
|                                                              |                                                                          | Psallus lapponicus = Psallus (Pityopsallus) lapponicus Reuter, 1874                                                                   |                                                                        |             | DD        |
|                                                              |                                                                          | Psallus lentigo = Psallus (Psallus) lentigo Seidenstücker, 1972                                                                       |                                                                        |             | LC        |
|                                                              |                                                                          | Psallus lepidus = Psallus (Psallus) lepidus Fieber, 1858                                                                              |                                                                        |             | DD        |
|                                                              |                                                                          | Psallus lucanicus = Psallus (Psallus) lucanicus Wagner, 1968                                                                          |                                                                        |             | LC        |
|                                                              |                                                                          | Psallus luridus = Psallus (Pityopsallus) luridus Reuter, 1878                                                                         |                                                                        |             | LC        |
| weitere Bilder                                               |                                                                          | Psallus mollis = Psallus (Psallus) mollis (Mulsant & Rey, 1852)                                                                       |                                                                        |             | LC        |
|                                                              |                                                                          | Psallus montanus = Psallus (Apocremnus) montanus Josifov, 1973                                                                        |                                                                        |             | DD        |
|                                                              |                                                                          | Psallus ocularis = Psallus (Phylidea) ocularis (Mulsant & Rey, 1852)                                                                  |                                                                        |             | DD        |
|                                                              |                                                                          | Psallus pardalis = Psallus (Psallus) pardalis Seidenstücker, 1966                                                                     |                                                                        |             | LC        |
| weitere Bilder                                               |                                                                          | Psallus perrisi = Psallus (Hylopsallus) perrisi (Mulsant & Rey, 1852)                                                                 | Psallus perrisi – Specimen                                             | 3,2–4       | LC        |
| weitere Bilder                                               |                                                                          | Psallus piceae = Psallus (Pityopsallus) piceae Reuter, 1878                                                                           |                                                                        |             | LC        |
|                                                              |                                                                          | Psallus pinicola = Psallus (Pityopsallus) pinicola Reuter, 1875                                                                       |                                                                        |             | LC        |
|                                                              |                                                                          | Psallus pseudoplatani = Psallus (Hylopsallus) pseudoplatani Reichling, 1984                                                           |                                                                        |             | LC        |
| weitere Bilder                                               |                                                                          | Psallus quercus = Psallus (Phylidea) quercus (Kirschbaum, 1856)                                                                       | Psallus quercus – Specimen, 3. Zeile rechts, Bild 7                    |             | LC        |
| weitere Bilder                                               |                                                                          | Psallus salicis = Psallus (Psallus) salicis (Kirschbaum, 1856)                                                                        | Psallus salicis – Specimen, 4. Zeile ganz links, Bild 8                |             | LC        |
| weitere Bilder                                               |                                                                          | Psallus variabilis = Psallus (Hylopsallus) variabilis (Fallén, 1807)                                                                  | Psallus variabilis – Specimen                                          |             | LC        |
| weitere Bilder                                               |                                                                          | Psallus varians varians = Psallus (Psallus) varians varians (Herrich-Schäffer, 1841) Unterart:                                        | Psallus varians – Specimen                                             | 3,8–4,7     | LC        |
|                                                              |                                                                          | Psallus vittatus = Psallus (Pityopsallus) vittatus (Fieber, 1861)                                                                     |                                                                        |             | LC        |
|                                                              |                                                                          | Psallus wagneri = Psallus (Hylopsallus) wagneri Ossiannilsson, 1953                                                                   |                                                                        |             | LC        |
| weitere Bilder                                               |                                                                          | Pseudoloxops coccineus (Meyer-Dür, 1843)                                                                                              | Pseudoloxops coccineus – Specimen                                      | 4,1–4,5     | LC        |
|                                                              |                                                                          | Reuteria marqueti Puton, 1875 |                                                                        |             | NT        |
| weitere Bilder                                               | Eichen-Schmuckwanze                                                      | Rhabdomiris striatellus striatellus (Fabricius, 1794) Unterart:                                                                       | Rhabdomiris striatellus – Specimen                                     | 7–8,5       | LC        |
| weitere Bilder                                               |                                                                          | Salicarus roseri (Herrich-Schäffer, 1838)                                                                                             | Salicarus roseri – Specimen                                            | 3,5–4,2     | LC        |
| weitere Bilder                                               |                                                                          | Solenoxyphus fuscovenosus (Fieber, 1864)                                                                                              |                                                                        |             | CR        |
|                                                              | Gebirgs-Grasweichwanze                                                   | Stenodema algoviensis = Stenodema (Stenodema) algoviensis K. Schmidt, 1934                                                            |                                                                        |             | NT        |
| weitere Bilder                                               | Bedornte Grasweichwanze                                                  | Stenodema calcarata = Stenodema (Brachystira) calcarata (Fallén, 1807)                                                                | Stenodema calcarata – Specimen                                         | 6,8–7,9     | LC        |
| weitere Bilder                                               | Behaarte-Grasweichwanze                                                  | Stenodema holsata = Stenodema (Stenodema) holsata (Fabricius, 1787)                                                                   | Stenodema holsata – Specimen                                           | 5,4–7,6     | LC        |
| weitere Bilder                                               | Glatte Grasweichwanze                                                    | Stenodema laevigata = Stenodema (Stenodema) laevigata (Linnaeus, 1758)                                                                | Stenodema laevigata – Specimen                                         | 7,6–9,2     | LC        |
|                                                              | Seidige Grasweichwanze                                                   | Stenodema sericans = Stenodema (Stenodema) sericans (Fieber, 1861)                                                                    |                                                                        |             | LC        |
|                                                              | Grünliche Grasweichwanze                                                 | Stenodema virens = Stenodema (Stenodema) virens (Linnaeus, 1767)                                                                      |                                                                        |             | LC        |
| weitere Bilder                                               | Zweifleck-Weichwanze                                                     | Stenotus binotatus (Fabricius, 1794)                                                                                                  | Stenotus binotatus – Specimen                                          | 5,8–7,4     | LC        |
| weitere Bilder                                               |                                                                          | Sthenarus rotermundi (Scholtz, 1847)                                                                                                  |                                                                        | 3,3–4,2     | LC        |
|                                                              |                                                                          | Strongylocoris leucocephalus (Linnaeus, 1758)                                                                                         |                                                                        |             | LC        |
| weitere Bilder                                               |                                                                          | Strongylocoris luridus (Fallén, 1807)                                                                                                 | Strongylocoris luridus – Specimen, 1. Zeile links, Bild 1              |             | EN        |
|                                                              |                                                                          | Strongylocoris niger (Herrich-Schäffer, 1835)                                                                                         |                                                                        |             | RE        |
|                                                              |                                                                          | Strongylocoris steganoides (J. Sahlberg, 1875)                                                                                        |                                                                        |             | LC        |
|                                                              |                                                                          | Systellonotus alpinus Frey-Gessner, 1871                                                                                              |                                                                        |             | DD        |
| weitere Bilder                                               |                                                                          | Systellonotus triguttatus (Linnaeus, 1767)                                                                                            |                                                                        | 3,3–4,7     | LC        |
| weitere Bilder                                               |                                                                          | Teratocoris antennatus (Boheman, 1852)                                                                                                | Teratocoris antennatus – Specimen                                      | 3,3–5,7     | EN        |
|                                                              |                                                                          | Teratocoris paludum J. Sahlberg, 1870                                                                                                 |                                                                        |             | EN        |
| weitere Bilder                                               |                                                                          | Tinicephalus hortulanus (Meyer-Dür, 1843)                                                                                             | Tinicephalus hortulanus – Specimen                                     |             | NT        |
| weitere Bilder                                               |                                                                          | Trigonotylus caelestialium (Kirkaldy, 1902)                                                                                           | Trigonotylus caelestialium – Specimen                                  | 4,5–7,3     | LC        |
| weitere Bilder                                               |                                                                          | Trigonotylus pulchellus (Hahn, 1834)                                                                                                  |                                                                        |             | CR        |
| weitere Bilder                                               |                                                                          | Trigonotylus ruficornis (Geoffroy, 1785)                                                                                              |                                                                        | 4–6,5       | DD        |
| weitere Bilder                                               | Amerikanische Rhododendronwanze                                          | Tupiocoris rhododendri (Dolling, 1972)                                                                                                | Tupiocoris rhododendri – Specimen                                      | 4–5         | NE        |
| weitere Bilder                                               |                                                                          | Tuponia brevirostris = Tuponia (Chlorotuponia) brevirostris Reuter, 1883                                                              |                                                                        | 1,9–2,6     | NE        |
|                                                              | Schöne Tamarisken-Weichwanze                                             | Tuponia elegans = Tuponia (Tuponia) elegans (Jakovlev, 1867)                                                                          |                                                                        |             | NE        |
|                                                              | Grüne Tamarisken-Weichwanze                                              | Tuponia hippophaes = Tuponia (Chlorotuponia) hippophaes (Fieber, 1861)                                                                |                                                                        |             | LC        |
|                                                              |                                                                          | Tuponia montandoni = Tuponia (Tuponia) montandoni Reuter, 1899                                                                        |                                                                        |             | NE        |
| weitere Bilder                                               |                                                                          | Tytthus pygmaeus (Zetterstedt, 1838)                                                                                                  |                                                                        | 2,4–3       | VU        |
| Familie: Sichelwanzen (Nabidae)                              |                                                                          | |                                                                        |             |           |
|                                                              | Helle Sichelwanze                                                        | Alloeorhynchus flavipes (Fieber, 1836)                                                                                                |                                                                        |             | VU        |
| weitere Bilder                                               | Baumsichelwanze, Ungeflügelte Sichelwanze                                | Himacerus apterus = Himacerus (Himacerus) apterus, Syn.: Nabis apterus (Fabricius, 1798)                                              | Himacerus apterus – Specimen                                           | 8,6–11,5    | LC        |
| weitere Bilder                                               |                                                                          | Himacerus boops = Himacerus (Stalia) boops (Schiødte, 1870)                                                                           |                                                                        | 6,2–7,3     | CR        |
| weitere Bilder                                               | Große Sichelwanze                                                        | Himacerus major = Himacerus (Anaptus) major (A. Costa, 1842)                                                                          | Himacerus major – Specimen                                             | 7,5–9,1     | VU        |
| weitere Bilder                                               | Ameisen-Sichelwanze, Ameisenähnliche Sichelwanze                         | Himacerus mirmicoides = Himacerus (Aptus) mirmicoides, Syn.: Nabis mirmicoides, Aptus mirmicoides (O. Costa, 1834)                    | Himacerus mirmicoides – Specimen                                       | 7–8,7       | LC        |
| weitere Bilder                                               |                                                                          | Nabis brevis brevis = Nabis (Nabis) brevis brevis Scholtz, 1847 Unterart:                                                             |                                                                        |             | LC        |
| weitere Bilder                                               |                                                                          | Nabis capsiformis = Nabis (Tropiconabis) capsiformis Germar, 1838                                                                     | Nabis capsiformis – Specimen, Zeichnung                                | etwa 9      | DD        |
| weitere Bilder                                               | Heide-Sichelwanze                                                        | Nabis ericetorum = Nabis (Nabis) ericetorum Scholtz, 1847                                                                             | Nabis ericetorum – Specimen                                            | 5,7–6,8     | EN        |
| weitere Bilder                                               | Wilde Sichelwanze                                                        | Nabis ferus = Nabis (Nabis) ferus (Linnaeus, 1758)                                                                                    |                                                                        | 7,5–8,6     | LC        |
| weitere Bilder                                               | Gelbrand-Sichelwanze, Gelbrandsichelwanze                                | Nabis flavomarginatus = Nabis (Nabicula) flavomarginatus, Syn.: Kalmanius flavomarginatus Scholtz, 1847                               | Nabis flavomarginatus – Specimen                                       | 7,3–10      | LC        |
| weitere Bilder                                               | Sumpfsichelwanze                                                         | Nabis limbatus = Nabis (Dolichonabis) limbatus, Syn.: Dolichonabis limbatus Dahlbom, 1851                                             | Nabis limbatus – Specimen                                              | 7,2–9,2     | NT        |
| weitere Bilder                                               |                                                                          | Nabis lineatus = Nabis (Limnonabis) lineatus Dahlbom, 1851                                                                            | Nabis lineatus – Specimen                                              | 8,7–12      | CR        |
| weitere Bilder                                               |                                                                          | Nabis pseudoferus pseudoferus = Nabis (Nabis) pseudoferus pseudoferus Remane, 1949 Unterart:                                          |                                                                        | 6,5–8,5     | LC        |
|                                                              |                                                                          | Nabis punctatus punctatus = Nabis (Nabis) punctatus punctatus A. Costa, 1847 Unterart:                                                |                                                                        |             | LC        |
| weitere Bilder                                               | Rotbraune Sichelwanze                                                    | Nabis rugosus = Nabis (Nabis) rugosus (Linnaeus, 1758)                                                                                | Nabis rugosus – Specimen                                               | 6,5–7,5     | LC        |
|                                                              |                                                                          | Prostemma aeneicolle Stein, 1857 |                                                                        |             | VU        |
| weitere Bilder                                               |                                                                          | Prostemma guttula guttula (Fabricius, 1787) Unterart:                                                                                 |                                                                        | 7,5–10      | VU        |
|                                                              |                                                                          | Prostemma sanguineum (Rossi, 1790) |                                                                        |             | CR        |
| Familie: Blumenwanzen (Anthocoridae)                         |                                                                          | |                                                                        |             |           |
| weitere Bilder                                               |                                                                          | Acompocoris alpinus Reuter, 1875 |                                                                        |             | LC        |
|                                                              |                                                                          | Acompocoris montanus Wagner, 1955 |                                                                        |             | LC        |
|                                                              |                                                                          | Acompocoris pygmaeus (Fallén, 1807)                                                                                                   |                                                                        |             | LC        |
| weitere Bilder                                               |                                                                          | Amphiareus obscuriceps (Poppius, 1909)                                                                                                | Amphiareus obscuriceps – Specimen                                      |             | NE        |
|                                                              | Eschen-Gallausjäger                                                      | Anthocoris amplicollis Horváth, 1893                                                                                                  |                                                                        |             | DD        |
|                                                              | Buchsbaum-Lausjäger                                                      | Anthocoris butleri Le Quesne, 1954 |                                                                        |             | NE        |
| weitere Bilder                                               | Brauner Lausjäger                                                        | Anthocoris confusus Reuter, 1884 | Anthocoris confusus – Specimen                                         | 3,2–3,9     | LC        |
| weitere Bilder                                               | Ulmen-Lausjäger                                                          | Anthocoris gallarumulmi (De Geer, 1773)                                                                                               | Anthocoris gallarumulmi – Specimen                                     |             | DD        |
| weitere Bilder                                               | Weiden-Lausjäger                                                         | Anthocoris limbatus Fieber, 1836 | Anthocoris limbatus – Specimen                                         |             | NT        |
|                                                              | Eschen-Lausjäger                                                         | Anthocoris minki minki Dohrn, 1860 Unterart:                                                                                          |                                                                        |             | DD        |
| weitere Bilder                                               | Gemeiner Lausjäger                                                       | Anthocoris nemoralis (Fabricius, 1794)                                                                                                | Anthocoris nemoralis – Specimen                                        | 3,3–4,1     | LC        |
| weitere Bilder                                               | Wahlloser Lausjäger                                                      | Anthocoris nemorum (Linnaeus, 1761)                                                                                                   | Anthocoris nemorum – Specimen                                          | 3,5–4,4     | LC        |
| weitere Bilder                                               | Behaarter Lausjäger                                                      | Anthocoris pilosus (Jakovlev, 1877)                                                                                                   | Anthocoris pilosus – Specimen                                          |             | DD        |
| weitere Bilder                                               | Ginster-Lausjäger                                                        | Anthocoris sarothamni Douglas & Scott, 1865                                                                                           | Anthocoris sarothamni – Specimen                                       | 3,1–3,8     | DD        |
|                                                              |                                                                          | Anthocoris simulans Reuter, 1884 |                                                                        |             | DD        |
|                                                              |                                                                          | Brachysteles parvicornis (A. Costa, 1847)                                                                                             |                                                                        |             | DD        |
| weitere Bilder                                               |                                                                          | Cardiastethus fasciiventris (Garbiglietti, 1869)                                                                                      | Cardiastethus fasciiventris – Specimen                                 | 2,3–2,7     | LC        |
| weitere Bilder                                               |                                                                          | Dufouriellus ater (Dufour, 1833) |                                                                        | 1,9–2,4     | LC        |
|                                                              |                                                                          | Dysepicritus rufescens (A. Costa, 1847)                                                                                               |                                                                        |             | DD        |
| weitere Bilder                                               |                                                                          | Elatophilus nigricornis (Zetterstedt, 1838)                                                                                           |                                                                        |             | DD        |
|                                                              |                                                                          | Elatophilus stigmatellus (Zetterstedt, 1838)                                                                                          |                                                                        |             | DD        |
| weitere Bilder                                               |                                                                          | Lyctocoris campestris (Fabricius, 1794)                                                                                               | Lyctocoris campestris – Specimen, Zeichnung                            |             | LC        |
| weitere Bilder                                               |                                                                          | Lyctocoris dimidiatus (Spinola, 1837)                                                                                                 |                                                                        | 3,6–4,6     | LC        |
|                                                              |                                                                          | Orius agilis = Orius (Dimorphella) agilis (Flor, 1860)                                                                                |                                                                        |             | VU        |
|                                                              |                                                                          | Orius horvathi = Orius (Heterorius) horvathi (Reuter, 1884)                                                                           |                                                                        |             | DD        |
| weitere Bilder                                               |                                                                          | Orius laticollis laticollis = Orius (Heterorius) laticollis laticollis (Reuter, 1884) Unterart:                                       |                                                                        | 1,9–2,5     | LC        |
| weitere Bilder                                               |                                                                          | Orius majusculus = Orius (Heterorius) majusculus (Reuter, 1879)                                                                       | Orius majusculus – Specimen                                            |             | LC        |
| weitere Bilder                                               |                                                                          | Orius minutus = Orius (Heterorius) minutus (Linnaeus, 1758)                                                                           |                                                                        | 2,05–2,6    | LC        |
| weitere Bilder                                               |                                                                          | Orius niger = Orius (Orius) niger (Wolff, 1811)                                                                                       | Orius niger – Specimen                                                 | 1,8–2,3     | LC        |
|                                                              |                                                                          | Orius pallidicornis = Orius (Orius) pallidicornis (Reuter, 1884)                                                                      |                                                                        |             | DD        |
| weitere Bilder                                               |                                                                          | Orius vicinus = Orius (Heterorius) vicinus (Ribaut, 1923)                                                                             | Orius vicinus – Specimen, Zeichnung                                    |             | LC        |
| weitere Bilder                                               |                                                                          | Scoloposcelis pulchella pulchella (Zetterstedt, 1838) Unterart:                                                                       |                                                                        |             | LC        |
|                                                              |                                                                          | Temnostethus dacicus = Temnostethus (Montandoniella) dacicus (Puton, 1888)                                                            |                                                                        |             | DD        |
| weitere Bilder                                               |                                                                          | Temnostethus gracilis = Temnostethus (Temnostethus) gracilis Horváth, 1907                                                            |                                                                        | 2,3–2,6     | LC        |
|                                                              |                                                                          | Temnostethus longirostris = Temnostethus (Temnostethus) longirostris (Horváth, 1907)                                                  |                                                                        |             | DD        |
| weitere Bilder                                               |                                                                          | Temnostethus pusillus = Temnostethus (Temnostethus) pusillus (Herrich-Schäffer, 1835)                                                 |                                                                        |             | LC        |
|                                                              |                                                                          | Temnostethus reduvinus reduvinus = Temnostethus (Ectemnus) reduvinus reduvinus (Herrich-Schäffer, 1850) Unterart:                     |                                                                        |             | DD        |
| weitere Bilder                                               |                                                                          | Tetraphleps bicuspis (Herrich-Schäffer, 1835)                                                                                         | Tetraphleps bicuspis – Specimen, 3. Zeile rechts, Bild 7               | 3,2–3,9     | LC        |
| weitere Bilder                                               |                                                                          | Xylocoridea brevipennis Reuter, 1876                                                                                                  |                                                                        |             | LC        |
| weitere Bilder                                               |                                                                          | Xylocoris cursitans = Xylocoris (Xylocoris) cursitans (Fallén, 1807)                                                                  | Xylocoris cursitans – Specimen                                         |             | LC        |
| weitere Bilder                                               |                                                                          | Xylocoris formicetorum = Xylocoris (Xylocoris) formicetorum, Syn.: Piezostethus formicetorum (Boheman, 1844)                          | Xylocoris formicetorum – Specimen, 3. Zeile, 3. von links, Exemplar 12 |             | DD        |
| weitere Bilder                                               |                                                                          | Xylocoris galactinus = Xylocoris (Proxylocoris) galactinus (Fieber, 1836)                                                             | Xylocoris galactinus – Specimen                                        |             | LC        |
|                                                              |                                                                          | Xylocoris obliquus = Xylocoris (Xylocoris) obliquus A. Costa, 1853                                                                    |                                                                        |             | LC        |
|                                                              |                                                                          | Xyloecocoris ovatulus Reuter, 1879 |                                                                        |             | DD        |
| Familie: Plattwanzen, Bettwanzen (Cimicidae)                 |                                                                          | |                                                                        |             |           |
|                                                              | Taubenwanze                                                              | Cimex columbarius Jenyns, 1839 |                                                                        |             | DD        |
| weitere Bilder                                               | Kurzhaarige Fledermauswanze                                              | Cimex dissimilis (Horváth, 1910) | Cimex dissimilis – Specimen                                            |             | DD        |
|                                                              | Schwalbenwanze                                                           | Cimex hirundinis, Syn.: Oeciacus hirundinis Lamarck, 1816                                                                             |                                                                        |             | DD        |
| weitere Bilder                                               | Bettwanze, Hauswanze                                                     | Cimex lectularius Linnaeus, 1758 | Cimex lectularius – Specimen                                           | 3,8–9       | LC        |
|                                                              | Langhaarige Fledermauswanze                                              | Cimex pipistrelli Jenyns, 1839 |                                                                        |             | DD        |
| Familie: Raubwanzen (Reduviidae)                             |                                                                          | |                                                                        |             |           |
|                                                              | Dunkle Raubwanze                                                         | Coranus aethiops Jakovlev, 1893 |                                                                        |             | CR        |
|                                                              | Kerzhners Raubwanze                                                      | Coranus kerzhneri P.V. Putshkov, 1982                                                                                                 |                                                                        |             | LC        |
| weitere Bilder                                               | Kurzflügelige Raubwanze                                                  | Coranus subapterus (De Geer, 1773) |                                                                        | 9–12,5      | EN        |
|                                                              | Woodroffes Raubwanze                                                     | Coranus woodroffei P.V. Putshkov, 1982                                                                                                |                                                                        |             | CR        |
|                                                              | Baerensprungs Mückenraubwanze                                            | Empicoris baerensprungi (Dohrn, 1863)                                                                                                 |                                                                        |             | DD        |
| weitere Bilder                                               | Stechmückenartige Mückenraubwanze                                        | Empicoris culiciformis (De Geer, 1773)                                                                                                | Empicoris culiciformis – Specimen                                      | 4–5,2       | LC        |
| weitere Bilder                                               | Unstete Mückenraubwanze                                                  | Empicoris vagabundus (Linnaeus, 1758)                                                                                                 | Empicoris vagabundus – Specimen                                        | 5,8–7,2     | LC        |
|                                                              |                                                                          | Metapterus caspicus (Dohrn, 1863) |                                                                        |             | VU        |
|                                                              |                                                                          | Metapterus linearis A. Costa, 1862 |                                                                        |             | EN        |
| weitere Bilder                                               | Goedels Raubwanze                                                        | Nagusta goedelii (Kolenati, 1857) |                                                                        | 12,5–16,2   | LC        |
| weitere Bilder                                               |                                                                          | Peirates hybridus (Scopoli, 1763) |                                                                        | 12,5–14,5   | VU        |
| weitere Bilder                                               | Gottesanbeterinnen-Wanze, Teufelchen, Teufel                             | Phymata crassipes (Fabricius, 1775)                                                                                                   | Phymata crassipes – Specimen                                           | 7,1–8,8     | NT        |
| weitere Bilder                                               |                                                                          | Ploiaria domestica Scopoli, 1786 | Ploiaria domestica – Specimen                                          |             | DD        |
| weitere Bilder                                               | Zweizähnige Raubwanze                                                    | Pygolampis bidentata (Goeze, 1778) |                                                                        |             | VU        |
| weitere Bilder                                               | Staubwanze, Große Raubwanze, Maskierter Strolch                          | Reduvius personatus (Linnaeus, 1758)                                                                                                  | Reduvius personatus – Specimen                                         | 15–19       | NT        |
| weitere Bilder                                               | Geringelte Mordwanze, Geringelte Raubwanze                               | Rhynocoris annulatus (Linnaeus, 1758)                                                                                                 | Rhynocoris annulatus – Specimen                                        | 12–14,8     | LC        |
| weitere Bilder                                               | Rote Mordwanze                                                           | Rhynocoris iracundus (Poda, 1761) | Rhynocoris iracundus – Specimen                                        | 13,8–17,6   | LC        |
| weitere Bilder                                               | Rote Raubwanze                                                           | Rhynocoris rubricus (Germar, 1814) |                                                                        | 14–17       | DD        |
| Familie: Rindenwanzen (Aradidae)                             |                                                                          | |                                                                        |             |           |
| weitere Bilder                                               |                                                                          | Aneurus avenius = Aneurus (Aneurodes) avenius (Dufour, 1833)                                                                          | Aneurus avenius – Specimen                                             | 4,4–5,1     | LC        |
| weitere Bilder                                               |                                                                          | Aneurus laevis = Aneurus (Aneurus) laevis (Fabricius, 1775)                                                                           | Aneurus laevis – Specimen                                              | 4,5–5,2     | LC        |
|                                                              |                                                                          | Aradosyrtis salicis (Horváth, 1913)                                                                                                   |                                                                        |             | CR        |
| weitere Bilder                                               |                                                                          | Aradus aterrimus Fieber, 1864 | Aradus aterrimus – Specimen                                            |             | DD        |
| weitere Bilder                                               | Graubraune Rindenwanze                                                   | Aradus betulae (Linnaeus, 1758) | Aradus betulae – Specimen                                              | 6,7–10,8    | VU        |
| weitere Bilder                                               | Schwärzliche Rindenwanze                                                 | Aradus betulinus Fallén, 1807 | Aradus betulinus – Specimen                                            |             | LC        |
| weitere Bilder                                               | Zweigefleckte Rindenwanze                                                | Aradus bimaculatus Reuter, 1872 | Aradus bimaculatus – Specimen                                          |             | EN        |
|                                                              | Brenskes Rindenwanze                                                     | Aradus brenskei Reuter, 1884 |                                                                        |             | EN        |
| weitere Bilder                                               | Breithals-Rindenwanze                                                    | Aradus brevicollis Fallén, 1807 | Aradus brevicollis – Specimen                                          |             | VU        |
| weitere Bilder                                               | Kiefernrindenwanze, Kiefern-Rindenwanze                                  | Aradus cinnamomeus Panzer, 1806 | Aradus cinnamomeus – Specimen                                          | 3,2–5,1     | LC        |
| weitere Bilder                                               | Große Rindenwanze                                                        | Aradus conspicuus Herrich-Schäffer, 1835                                                                                              | Aradus conspicuus – Specimen                                           |             | LC        |
| weitere Bilder                                               | Verbreitete Rindenwanze                                                  | Aradus corticalis (Linnaeus, 1758) | Aradus corticalis – Specimen                                           |             | LC        |
| weitere Bilder                                               | Gekerbte Rindenwanze                                                     | Aradus crenaticollis R. F. Sahlberg, 1848                                                                                             | Aradus crenaticollis – Specimen                                        |             | VU        |
| weitere Bilder                                               | Gescheckte Rindenwanze                                                   | Aradus depressus depressus (Fabricius, 1794) Unterart:                                                                                | Aradus depressus – Specimen                                            | 5–6,4       | LC        |
|                                                              | Verschiedene Rindenwanze                                                 | Aradus dissimilis A. Costa, 1847 |                                                                        |             | DD        |
|                                                              | Elegante Rindenwanze                                                     | Aradus distinctus Fieber, 1860 |                                                                        |             | VU        |
| weitere Bilder                                               | Fransen-Rindenwanze                                                      | Aradus erosus Fallén, 1807 | Aradus erosus – Specimen                                               |             | NT        |
|                                                              | Kruepers Rindenwanze                                                     | Aradus krueperi Reuter, 1884 |                                                                        |             | LC        |
|                                                              | Kuthys Rindenwanze                                                       | Aradus kuthyi Horváth, 1899 |                                                                        |             | EN        |
| weitere Bilder                                               | Trauer-Rindenwanze                                                       | Aradus lugubris Fallén, 1807 | Aradus lugubris – Specimen                                             |             | CR        |
|                                                              | Wunderliche Rindenwanze                                                  | Aradus mirus Bergroth, 1894 |                                                                        |             | VU        |
|                                                              |                                                                          | Aradus pallescens frigidus Kiritshenko, 1913 Unterart:                                                                                |                                                                        |             | DD        |
|                                                              | Helle Rindenwanze                                                        | Aradus pallescens pallescens Herrich-Schäffer, 1840 Unterart:                                                                         |                                                                        |             | DD        |
|                                                              |                                                                          | Aradus pictellus Kerzhner, 1972 |                                                                        |             | VU        |
|                                                              |                                                                          | Aradus pictus Baerensprung, 1859 |                                                                        |             | DD        |
|                                                              | Ribauts Rindenwanze                                                      | Aradus ribauti Wagner, 1956 |                                                                        |             | NT        |
|                                                              | Serbische Rindenwanze                                                    | Aradus serbicus Horváth, 1888 |                                                                        |             | CR        |
| weitere Bilder                                               | Stumpfwinkelige Rindenwanze                                              | Aradus truncatus Fieber, 1860 | Aradus truncatus – Specimen                                            |             | VU        |
| weitere Bilder                                               | Bunte Rindenwanze                                                        | Aradus versicolor Herrich-Schäffer, 1835                                                                                              |                                                                        | 6,6–8,5     | LC        |
| weitere Bilder                                               |                                                                          | Mezira tremulae (Germar, 1822) | Mezira tremulae – Specimen                                             |             | CR        |
| Familie: Bodenwanzen, Langwanzen (Lygaeidae)                 |                                                                          | |                                                                        |             |           |
| weitere Bilder                                               | Platanen-Bodenwanze                                                      | Arocatus longiceps Stål, 1872 | Arocatus longiceps – Specimen                                          | 5,5–6,6     | NE        |
| weitere Bilder                                               |                                                                          | Arocatus melanocephalus (Fabricius, 1798)                                                                                             | Arocatus melanocephalus – Specimen                                     | etwa 8,4    | VU        |
| weitere Bilder                                               |                                                                          | Arocatus roeselii (Schilling, 1829)                                                                                                   | Arocatus roeselii – Specimen                                           | 6–7,2       | LC        |
| weitere Bilder                                               | Amerikanische Platanen-Langwanze                                         | Belonochilus numenius (Say, 1832) | Belonochilus numenius – Specimen                                       | etwa 5,5    | NE        |
| weitere Bilder                                               |                                                                          | Horvathiolus superbus (Pollich, 1781)                                                                                                 |                                                                        |             | CR        |
| weitere Bilder                                               |                                                                          | Kleidocerys privignus (Horváth, 1894)                                                                                                 | Kleidocerys privignus – Specimen                                       |             | DD        |
| weitere Bilder                                               | Birkenwanze                                                              | Kleidocerys resedae resedae (Panzer, 1797) Unterart:                                                                                  | Kleidocerys resedae – Specimen                                         | 4,5–6       | LC        |
| weitere Bilder                                               |                                                                          | Lygaeosoma sardeum sardeum Spinola, 1837 Unterart:                                                                                    |                                                                        |             | EN        |
| weitere Bilder                                               | Ritterwanze                                                              | Lygaeus equestris (Linnaeus, 1758) |                                                                        | 11–12       | LC        |
| weitere Bilder                                               | Verkannte Ritterwanze                                                    | Lygaeus simulans Deckert, 1985 |                                                                        |             | NT        |
| weitere Bilder                                               | Weißpunkt-Bodenwanze, Weißgefleckte Ritterwanze                          | Melanocoryphus albomaculatus (Goeze, 1778)                                                                                            | Melanocoryphus albomaculatus – Specimen                                | 6,9–7,3     | NT        |
| weitere Bilder                                               |                                                                          | Nithecus jacobaeae (Schilling, 1829)                                                                                                  | Nithecus jacobaeae – Specimen                                          |             | LC        |
| weitere Bilder                                               |                                                                          | Nysius cymoides (Spinola, 1837) |                                                                        |             | LC        |
| weitere Bilder                                               |                                                                          | Nysius ericae ericae (Schilling, 1829) Unterart:                                                                                      | Nysius ericae – Specimen                                               | 3,5–4,5     | LC        |
| weitere Bilder                                               |                                                                          | Nysius graminicola graminicola (Kolenati, 1845) Unterart:                                                                             |                                                                        | 3,6–5       | DD        |
| weitere Bilder                                               |                                                                          | Nysius helveticus (Herrich-Schäffer, 1850)                                                                                            | Nysius helveticus – Specimen                                           | 4,3–6       | NT        |
| weitere Bilder                                               |                                                                          | Nysius senecionis senecionis (Schilling, 1829) Unterart:                                                                              | Nysius senecionis – Specimen                                           | 3,9–4,8     | LC        |
| weitere Bilder                                               |                                                                          | Nysius thymi thymi (Wolff, 1804) Unterart:                                                                                            | Nysius thymi – Specimen                                                | 3,5–4,5     | LC        |
| weitere Bilder                                               | Wacholder-Bodenwanze                                                     | Orsillus depressus (Mulsant & Rey, 1852)                                                                                              | Orsillus depressus – Specimen                                          | 6,7–8,2     | LC        |
| weitere Bilder                                               |                                                                          | Ortholomus punctipennis (Herrich-Schäffer, 1838)                                                                                      | Ortholomus punctipennis – Specimen                                     |             | LC        |
| weitere Bilder                                               | Pandur                                                                   | Spilostethus pandurus (Scopoli, 1763)                                                                                                 |                                                                        | 12–14,5     | DD        |
| weitere Bilder                                               | Knappe, Stein-Ritterwanze                                                | Spilostethus saxatilis (Scopoli, 1763)                                                                                                | Spilostethus saxatilis – Specimen                                      | 8,5–12,5    | LC        |
| weitere Bilder                                               | Schwalbenwurzwanze, Schwalbenwurz-Ritterwanze                            | Tropidothorax leucopterus (Goeze, 1778)                                                                                               |                                                                        | 9–10        | VU        |
| Familie: Cymidae                                             |                                                                          | |                                                                        |             |           |
| weitere Bilder                                               |                                                                          | Cymus aurescens, Syn.: Cymus obliquus Distant, 1883                                                                                   |                                                                        | 3,7–4,3     | LC        |
| weitere Bilder                                               |                                                                          | Cymus claviculus (Fallén, 1807) | Cymus claviculus – Specimen                                            | 3,5–4,8     | LC        |
| weitere Bilder                                               |                                                                          | Cymus glandicolor Hahn, 1832 | Cymus glandicolor – Specimen                                           | 3,7–5,1     | LC        |
| weitere Bilder                                               |                                                                          | Cymus melanocephalus Fieber, 1861 | Cymus melanocephalus – Specimen                                        | 3,1–3,9     | LC        |
| Familie: Schmalwanzen (Blissidae)                            |                                                                          | |                                                                        |             |           |
|                                                              | Spinolas Schmalwanze                                                     | Dimorphopterus spinolae (Signoret, 1857)                                                                                              |                                                                        |             | LC        |
| weitere Bilder                                               | Dünen-Schmalwanze                                                        | Ischnodemus sabuleti (Fallén, 1826)                                                                                                   | Ischnodemus sabuleti – Specimen                                        | 4,1–5,9     | LC        |
| Familie: Geocoridae                                          |                                                                          | |                                                                        |             |           |
| weitere Bilder                                               |                                                                          | Geocoris ater = Geocoris (Geocoris) ater (Fabricius, 1787)                                                                            | Geocoris ater – Specimen                                               |             | LC        |
| weitere Bilder                                               |                                                                          | Geocoris dispar = Geocoris (Geocoris) dispar (Waga, 1839)                                                                             | Geocoris dispar – Specimen                                             |             | VU        |
| weitere Bilder                                               |                                                                          | Geocoris erythrocephalus = Geocoris (Piocoris) erythrocephalus (Lepeletier & Serville, 1825)                                          |                                                                        |             | LC        |
|                                                              | Grillenwanze                                                             | Geocoris grylloides = Geocoris (Geocoris) grylloides (Linnaeus, 1761)                                                                 |                                                                        | 4–5         | VU        |
| weitere Bilder                                               |                                                                          | Geocoris lapponicus = Geocoris (Geocoris) lapponicus Zetterstedt, 1838                                                                | Geocoris lapponicus – Specimen                                         |             | DD        |
| weitere Bilder                                               | Salz-Bodenwanze                                                          | Henestaris halophilus (Burmeister, 1835)                                                                                              |                                                                        |             | EN        |
| Familie: Artheneidae                                         |                                                                          | |                                                                        |             |           |
| weitere Bilder                                               | Rohrkolbenwanze                                                          | Chilacis typhae (Perris, 1857) | Chilacis typhae – Specimen                                             | 3–4,8       | LC        |
| weitere Bilder                                               |                                                                          | Holcocranum saturejae (Kolenati, 1845)                                                                                                |                                                                        |             | VU        |
| Familie: Heterogastridae                                     |                                                                          | |                                                                        |             |           |
| weitere Bilder                                               | Ringel-Bodenwanze                                                        | Heterogaster affinis Herrich-Schäffer, 1835                                                                                           |                                                                        |             | VU        |
| weitere Bilder                                               | Beifuß-Bodenwanze                                                        | Heterogaster artemisiae Schilling, 1829                                                                                               |                                                                        | 4,6–5,6     | NT        |
| weitere Bilder                                               | Katzenminze-Bodenwanze                                                   | Heterogaster cathariae (Geoffroy, 1785)                                                                                               |                                                                        |             | EN        |
| weitere Bilder                                               | Brennnesselwanze, Brennnessel-Bodenwanze, Nessel-Bodenwanze              | Heterogaster urticae (Fabricius, 1775)                                                                                                | Heterogaster urticae – Specimen                                        | 5,8–7,3     | LC        |
| weitere Bilder                                               | Salbei-Bodenwanze                                                        | Platyplax salviae (Schilling, 1829)                                                                                                   | Platyplax salviae – Specimen                                           |             | LC        |
| Familie: Oxycarenidae                                        |                                                                          | |                                                                        |             |           |
| weitere Bilder                                               | Schmale Mohnwanze                                                        | Brachyplax tenuis (Mulsant & Rey, 1852)                                                                                               | Brachyplax tenuis – Specimen                                           | 3–3,7       | LC        |
|                                                              |                                                                          | Camptotelus lineolatus lineolatus (Schilling, 1829) Unterart:                                                                         |                                                                        |             | CR        |
|                                                              |                                                                          | Macroplax fasciata fasciata (Herrich-Schäffer, 1835) Unterart:                                                                        |                                                                        |             | CR        |
| weitere Bilder                                               |                                                                          | Macroplax preyssleri (Fieber, 1837)                                                                                                   |                                                                        |             | LC        |
| weitere Bilder                                               | Östliche Kamillenwanze                                                   | Metopoplax origani (Kolenati, 1845)                                                                                                   |                                                                        |             | LC        |
|                                                              |                                                                          | Microplax interrupta (Fieber, 1837)                                                                                                   |                                                                        |             | CR        |
| weitere Bilder                                               | Lindenwanze, Malvenwanze                                                 | Oxycarenus lavaterae = Oxycarenus (Oxycarenus) lavaterae (Fabricius, 1787)                                                            | Oxycarenus lavaterae – Specimen                                        | 4,7–6       | NE        |
| weitere Bilder                                               |                                                                          | Oxycarenus modestus = Oxycarenus (Oxycarenus) modestus (Fallén, 1829)                                                                 | Oxycarenus modestus – Specimen                                         |             | LC        |
| weitere Bilder                                               |                                                                          | Oxycarenus pallens = Oxycarenus (Euoxycarenus) pallens (Herrich-Schäffer, 1850)                                                       |                                                                        | 3,2–4,3     | LC        |
| weitere Bilder                                               |                                                                          | Tropidophlebia costalis (Herrich-Schäffer, 1850)                                                                                      |                                                                        |             | CR        |
| Familie: Rhyparochromidae                                    |                                                                          | |                                                                        |             |           |
|                                                              |                                                                          | Acompus pallipes (Herrich-Schäffer, 1834)                                                                                             |                                                                        |             | VU        |
| weitere Bilder                                               |                                                                          | Acompus rufipes (Wolff, 1804) | Acompus rufipes – Specimen                                             |             | LC        |
| weitere Bilder                                               | Borretsch-Bodenwanze                                                     | Aellopus atratus (Goeze, 1778) |                                                                        | 7,5–8,8     | LC        |
| weitere Bilder                                               |                                                                          | Aphanus rolandri (Linnaeus, 1758) | Aphanus rolandri – Specimen                                            | 6–7,7       | VU        |
| weitere Bilder                                               |                                                                          | Beosus maritimus (Scopoli, 1763) | Beosus maritimus – Specimen                                            | 6,1–7,5     | LC        |
| weitere Bilder                                               |                                                                          | Beosus quadripunctatus (Müller, 1766)                                                                                                 |                                                                        |             | NT        |
| weitere Bilder                                               | Ovale Waldwanze                                                          | Drymus brunneus brunneus = Drymus (Sylvadrymus) brunneus brunneus (R. F. Sahlberg, 1848) Unterart:                                    | Drymus brunneus – Specimen                                             | 3,6–5,4     | LC        |
|                                                              | Breite Waldwanze                                                         | Drymus latus latus = Drymus (Drymus) latus latus Douglas & Scott, 1871 Unterart:                                                      |                                                                        | 4,8–5,9     | VU        |
| weitere Bilder                                               | Glatte Waldwanze                                                         | Drymus pilicornis = Drymus (Drymus) pilicornis (Mulsant & Rey, 1852)                                                                  | Drymus pilicornis – Specimen, 4. Zeile ganz links, Bild 8              |             | VU        |
| weitere Bilder                                               | Zottige Waldwanze                                                        | Drymus pilipes = Drymus (Drymus) pilipes Fieber, 1861                                                                                 | Drymus pilipes – Specimen, 3. Zeile rechts, Bild 7                     |             | DD        |
| weitere Bilder                                               | Schwarzbraune Waldwanze                                                  | Drymus ryeii = Drymus (Sylvadrymus) ryeii Douglas & Scott, 1865                                                                       | Drymus ryeii – Specimen                                                | 3,6–4,7     | LC        |
| weitere Bilder                                               | Braune Waldwanze                                                         | Drymus sylvaticus = Drymus (Sylvadrymus) sylvaticus (Fabricius, 1775)                                                                 | Drymus sylvaticus – Specimen                                           | 3,5–4,7     | LC        |
|                                                              | Borsten-Bodenwanze                                                       | Emblethis ciliatus Horváth, 1875 |                                                                        |             | CR        |
| weitere Bilder                                               | Gezähnte Bodenwanze                                                      | Emblethis denticollis Horváth, 1878                                                                                                   |                                                                        | 5,5–7       | LC        |
|                                                              |                                                                          | Emblethis duplicatus Seidenstücker, 1963                                                                                              |                                                                        |             | CR        |
| weitere Bilder                                               | Graue Bodenwanze                                                         | Emblethis griseus (Wolff, 1802) |                                                                        | 5,4–6,7     | LC        |
| weitere Bilder                                               | Königskerzen-Bodenwanze                                                  | Emblethis verbasci (Fabricius, 1803)                                                                                                  |                                                                        |             | LC        |
| weitere Bilder                                               |                                                                          | Eremocoris abietis abietis (Linnaeus, 1758) Unterart:                                                                                 | Eremocoris abietis – Specimen                                          | 5,9–7,2     | LC        |
| weitere Bilder                                               |                                                                          | Eremocoris fenestratus (Herrich-Schäffer, 1839)                                                                                       | Eremocoris fenestratus – Specimen                                      | 5,9–7,8     | LC        |
| weitere Bilder                                               |                                                                          | Eremocoris plebejus plebejus (Fallén, 1807) Unterart:                                                                                 | Eremocoris plebejus – Specimen                                         | 5–7,1       | LC        |
| weitere Bilder                                               |                                                                          | Eremocoris podagricus (Fabricius, 1775)                                                                                               | Eremocoris podagricus – Specimen                                       | 5,7–7       | LC        |
| weitere Bilder                                               | Fichtenzapfenwanze, Glatte Zapfenwanze                                   | Gastrodes abietum Bergroth, 1914 | Gastrodes abietum – Specimen                                           | 5,9–7,2     | LC        |
| weitere Bilder                                               | Kiefernzapfenwanze, Porige Zapfenwanze                                   | Gastrodes grossipes grossipes (De Geer, 1773) Unterart:                                                                               | Gastrodes grossipes – Specimen                                         | 5,5–7,3     | LC        |
| weitere Bilder                                               |                                                                          | Gonianotus marginepunctatus (Wolff, 1804)                                                                                             |                                                                        |             | EN        |
| weitere Bilder                                               |                                                                          | Graptopeltus lynceus (Fabricius, 1775)                                                                                                |                                                                        | 6,7–8       | LC        |
|                                                              |                                                                          | Graptopeltus validus (Horváth, 1875)                                                                                                  |                                                                        |             | DD        |
|                                                              |                                                                          | Icus angularis Fieber, 1861 |                                                                        |             | RE        |
| weitere Bilder                                               |                                                                          | Ischnocoris hemipterus (Schilling, 1829)                                                                                              |                                                                        | 2,3–2,8     | NT        |
|                                                              |                                                                          | Ischnocoris punctulatus Fieber, 1861                                                                                                  |                                                                        |             | RE        |
|                                                              |                                                                          | Lamprodema maura (Fabricius, 1803) |                                                                        |             | VU        |
| weitere Bilder                                               |                                                                          | Lamproplax picea (Flor, 1860) | Lamproplax picea – Specimen                                            | 4–5,1       | VU        |
|                                                              |                                                                          | Lasiosomus enervis (Herrich-Schäffer, 1835)                                                                                           |                                                                        | 3,6–4,2     | EN        |
| weitere Bilder                                               |                                                                          | Ligyrocoris sylvestris (Linnaeus, 1758)                                                                                               |                                                                        |             | EN        |
| weitere Bilder                                               | Kurzflügelige Bodenwanze                                                 | Macrodema microptera (Curtis, 1836)                                                                                                   |                                                                        | 3,1–3,9     | EN        |
| weitere Bilder                                               |                                                                          | Megalonotus antennatus (Schilling, 1829)                                                                                              |                                                                        | 4–5,2       | LC        |
| weitere Bilder                                               |                                                                          | Megalonotus chiragra (Fabricius, 1794)                                                                                                | Megalonotus chiragra – Specimen                                        | 5,2–6,7     | LC        |
| weitere Bilder                                               |                                                                          | Megalonotus dilatatus (Herrich-Schäffer, 1840)                                                                                        | Megalonotus dilatatus – Specimen                                       | 5,4–7,1     | EN        |
|                                                              |                                                                          | Megalonotus emarginatus (Rey, 1888)                                                                                                   |                                                                        | 5,4–7,1     | VU        |
|                                                              |                                                                          | Megalonotus hirsutus Fieber, 1861 |                                                                        |             | NT        |
| weitere Bilder                                               |                                                                          | Megalonotus praetextatus (Herrich-Schäffer, 1835)                                                                                     | Megalonotus praetextatus – Specimen                                    | 3,9–5,1     | LC        |
| weitere Bilder                                               |                                                                          | Megalonotus sabulicola (Thomson, 1870)                                                                                                | Megalonotus sabulicola – Specimen                                      | 4–5         | LC        |
| weitere Bilder                                               |                                                                          | Pachybrachius fracticollis (Schilling, 1829)                                                                                          | Pachybrachius fracticollis – Specimen                                  | 4,6–5,8     | VU        |
|                                                              |                                                                          | Pachybrachius luridus Hahn, 1826 |                                                                        | 4,5–5,3     | EN        |
|                                                              |                                                                          | Panaorus adspersus (Mulsant & Rey, 1852)                                                                                              |                                                                        |             | VU        |
|                                                              |                                                                          | Peritrechus angusticollis (R. F. Sahlberg, 1848)                                                                                      |                                                                        |             | CR        |
| weitere Bilder                                               |                                                                          | Peritrechus geniculatus (Hahn, 1832)                                                                                                  | Peritrechus geniculatus – Specimen                                     | 5–5,9       | LC        |
| weitere Bilder                                               |                                                                          | Peritrechus gracilicornis Puton, 1877                                                                                                 |                                                                        |             | LC        |
| weitere Bilder                                               |                                                                          | Peritrechus lundii (Gmelin, 1790) | Peritrechus lundii – Specimen                                          | 4,2–4,9     | VU        |
|                                                              |                                                                          | Peritrechus meridionalis Puton, 1877                                                                                                  |                                                                        |             | RE        |
| weitere Bilder                                               |                                                                          | Peritrechus nubilus (Fallén, 1807) | Peritrechus nubilus – Specimen                                         | 4,8–5,7     | NT        |
|                                                              | Dunkle Sand-Bodenwanze                                                   | Pionosomus opacellus Horváth, 1895 |                                                                        |             | CR        |
| weitere Bilder                                               |                                                                          | Plinthisus brevipennis = Plinthisus (Plinthisus) brevipennis (Latreille, 1807)                                                        | Plinthisus brevipennis – Specimen                                      | 2,8–3,5     | LC        |
| weitere Bilder                                               |                                                                          | Plinthisus pusillus = Plinthisus (Plinthisomus) pusillus (Scholtz, 1847)                                                              | Plinthisus pusillus – Specimen                                         |             | LC        |
| weitere Bilder                                               | Kurzflüglerartige Bodenwanze                                             | Pterotmetus staphyliniformis (Schilling, 1829)                                                                                        | Pterotmetus staphyliniformis – Specimen                                | 5–5,5       | LC        |
| weitere Bilder                                               |                                                                          | Raglius alboacuminatus (Goeze, 1778)                                                                                                  |                                                                        | 5,4–6,3     | LC        |
| weitere Bilder                                               |                                                                          | Raglius confusus (Reuter, 1886) |                                                                        | 6,3–8       | VU        |
| weitere Bilder                                               |                                                                          | Rhyparochromus phoeniceus (Rossi, 1794)                                                                                               |                                                                        |             | LC        |
| weitere Bilder                                               |                                                                          | Rhyparochromus pini (Linnaeus, 1758)                                                                                                  |                                                                        | 6,8–8,1     | LC        |
| weitere Bilder                                               |                                                                          | Rhyparochromus vulgaris (Schilling, 1829)                                                                                             | Rhyparochromus vulgaris – Specimen                                     | 6,9–8,1     | LC        |
| weitere Bilder                                               |                                                                          | Scolopostethus affinis (Schilling, 1829)                                                                                              | Scolopostethus affinis – Specimen                                      | 3,1–4       | LC        |
| weitere Bilder                                               |                                                                          | Scolopostethus decoratus (Hahn, 1833)                                                                                                 | Scolopostethus decoratus – Specimen                                    | 3,5–4,2     | LC        |
| weitere Bilder                                               |                                                                          | Scolopostethus grandis Horváth, 1880                                                                                                  |                                                                        |             | NT        |
|                                                              |                                                                          | Scolopostethus lethierryi Jakovlev, 1877                                                                                              |                                                                        |             | CR        |
| weitere Bilder                                               | Schwarzweiße Bodenwanze                                                  | Scolopostethus pictus (Schilling, 1829)                                                                                               |                                                                        | 3,9–4,8     | LC        |
|                                                              |                                                                          | Scolopostethus pilosus pilosus Reuter, 1875 Unterart:                                                                                 |                                                                        |             | VU        |
|                                                              |                                                                          | Scolopostethus puberulus Horváth, 1887                                                                                                |                                                                        |             | VU        |
| weitere Bilder                                               |                                                                          | Scolopostethus thomsoni Reuter, 1875                                                                                                  | Scolopostethus thomsoni – Specimen                                     | 3,4–4       | LC        |
| weitere Bilder                                               |                                                                          | Sphragisticus nebulosus (Fallén, 1807)                                                                                                | Sphragisticus nebulosus – Specimen                                     | 4,2–5,5     | NT        |
|                                                              |                                                                          | Stygnocoris cimbricus (Gredler, 1870)                                                                                                 |                                                                        |             | LC        |
| weitere Bilder                                               |                                                                          | Stygnocoris fuligineus (Geoffroy, 1785)                                                                                               | Stygnocoris fuligineus – Specimen                                      | 2,5–3,3     | LC        |
| weitere Bilder                                               |                                                                          | Stygnocoris rusticus (Fallén, 1807)                                                                                                   | Stygnocoris rusticus – Specimen                                        | 3,1–4,4     | LC        |
| weitere Bilder                                               |                                                                          | Stygnocoris sabulosus (Schilling, 1829)                                                                                               | Stygnocoris sabulosus – Specimen                                       | 2,4–3,2     | LC        |
|                                                              |                                                                          | Stygnocoris similis Wagner, 1953 |                                                                        |             | CR        |
| weitere Bilder                                               |                                                                          | Taphropeltus contractus (Herrich-Schäffer, 1835)                                                                                      | Taphropeltus contractus – Specimen                                     | 3,2–3,7     | NT        |
|                                                              |                                                                          | Taphropeltus hamulatus (Thomson, 1870)                                                                                                |                                                                        | 2,9–3,4     | NT        |
| weitere Bilder                                               |                                                                          | Trapezonotus anorus = Trapezonotus (Gnopherus) anorus (Flor, 1860)                                                                    |                                                                        |             | VU        |
| weitere Bilder                                               |                                                                          | Trapezonotus arenarius arenarius = Trapezonotus (Trapezonotus) arenarius arenarius (Linnaeus, 1758) Unterart:                         | Trapezonotus arenarius – Specimen                                      | 4,1–5       | LC        |
| weitere Bilder                                               |                                                                          | Trapezonotus desertus = Trapezonotus (Trapezonotus) desertus Seidenstücker, 1951                                                      | Trapezonotus desertus – Specimen                                       | 3,7–4,7     | LC        |
| weitere Bilder                                               | Verschiedenfarbige Bodenwanze                                            | Trapezonotus dispar dispar = Trapezonotus (Trapezonotus) dispar dispar Stål, 1872                                                     | Trapezonotus dispar – Specimen                                         | 4,6–5,3     | LC        |
|                                                              |                                                                          | Trapezonotus ullrichi = Trapezonotus (Trapezonotus) ullrichi (Fieber, 1837)                                                           |                                                                        | 5,4–6,1     | EN        |
| weitere Bilder                                               |                                                                          | Tropistethus holosericus (Scholtz, 1846)                                                                                              |                                                                        | 2,3–2,8     | LC        |
| weitere Bilder                                               |                                                                          | Xanthochilus quadratus (Fabricius, 1798)                                                                                              |                                                                        | 4,6–5,8     | NT        |
| Familie: Meldenwanzen (Piesmatidae)                          |                                                                          | |                                                                        |             |           |
|                                                              | Radmelde-Meldenwanze                                                     | Parapiesma kochiae (Becker, 1867) |                                                                        |             | CR        |
| weitere Bilder                                               | Rübenwanze                                                               | Parapiesma quadratum (Fieber, 1844)                                                                                                   | Parapiesma quadratum – Specimen                                        | 2,3–3,4     | EN        |
|                                                              | Salzkraut-Meldenwanze                                                    | Parapiesma salsolae (Becker, 1867) |                                                                        |             | EN        |
|                                                              | Leimkraut-Meldenwanze                                                    | Parapiesma silenes (Horváth, 1888) |                                                                        |             | EN        |
| weitere Bilder                                               | Bruchkraut-Meldenwanze                                                   | Parapiesma variabile (Fieber, 1844)                                                                                                   |                                                                        |             | RE        |
| weitere Bilder                                               | Gänsefuß-Meldenwanze                                                     | Piesma capitatum, Syn.: Piesma capitata (Wolff, 1804)                                                                                 |                                                                        |             | LC        |
| weitere Bilder                                               | Gefleckte Meldenwanze                                                    | Piesma maculatum (Laporte, 1833) | Piesma maculatum – Specimen                                            | 2,3–3,1     | LC        |
| Familie: Stelzenwanzen (Berytidae)                           |                                                                          | |                                                                        |             |           |
| weitere Bilder                                               | Keulenfüßige Stelzenwanze                                                | Berytinus clavipes = Berytinus (Berytinus) clavipes (Fabricius, 1775)                                                                 |                                                                        |             | LC        |
|                                                              | Geißrauten-Stelzenwanze                                                  | Berytinus consimilis = Berytinus (Lizinus) consimilis (Horváth, 1885)                                                                 |                                                                        |             | CR        |
| weitere Bilder                                               | Schwarzkeulige Stelzenwanze                                              | Berytinus crassipes = Berytinus (Lizinus) crassipes (Herrich-Schäffer, 1835)                                                          | Berytinus crassipes – Specimen                                         | 4,3–5,8     | LC        |
|                                                              | Schneckenklee-Stelzenwanze                                               | Berytinus geniculatus = Berytinus (Lizinus) geniculatus (Horváth, 1885)                                                               |                                                                        |             | VU        |
|                                                              | Behaarte Stelzenwanze                                                    | Berytinus hirticornis hirticornis = Berytinus (Berytinus) hirticornis hirticornis (Brullè, 1836) Unterart:                            |                                                                        | 7,8–10,6    | EN        |
| weitere Bilder                                               | Kleine Stelzenwanze                                                      | Berytinus minor minor = Berytinus (Berytinus) minor minor (Herrich-Schäffer, 1835) Unterart:                                          | Berytinus minor – Specimen                                             | 5,3–6,8     | LC        |
| weitere Bilder                                               | Beilkopf Stelzenwanze                                                    | Berytinus montivagus = Berytinus (Lizinus) montivagus (Meyer-Dür, 1841)                                                               |                                                                        |             | NT        |
| weitere Bilder                                               | Signorets Stelzenwanze                                                   | Berytinus signoreti = Berytinus (Lizinus) signoreti (Fieber, 1859)                                                                    | Berytinus signoreti – Specimen                                         | 4,3–5,6     | NT        |
|                                                              | Gestreifte Stelzenwanze                                                  | Berytinus striola = Berytinus (Lizinus) striola (Ferrari, 1874)                                                                       |                                                                        |             | VU        |
|                                                              | Stechmückenartige Stelzenwanze                                           | Gampsocoris culicinus culicinus Seidenstücker, 1948 Unterart:                                                                         |                                                                        |             | LC        |
| weitere Bilder                                               | Hauhechel-Stelzenwanze                                                   | Gampsocoris punctipes punctipes (Germar, 1822) Unterart:                                                                              |                                                                        | 3,4–4,3     | DD        |
|                                                              |                                                                          | Metacanthus annulosus (Fieber, 1859)                                                                                                  |                                                                        |             | DD        |
| weitere Bilder                                               | Hexenkrautwanze, Hexenkraut-Stelzenwanze                                 | Metatropis rufescens (Herrich-Schäffer, 1835)                                                                                         | Metatropis rufescens – Specimen                                        | 7,9–9,4     | LC        |
| weitere Bilder                                               | Große Stelzenwanze, Schnakenartige Stelzenwanze                          | Neides tipularius (Linnaeus, 1758) |                                                                        | 9,5–11,5    | LC        |
| Familie: Feuerwanzen (Pyrrhocoridae)                         |                                                                          | |                                                                        |             |           |
| weitere Bilder                                               | Gemeine Feuerwanze, Feuerwanze                                           | Pyrrhocoris apterus (Linnaeus, 1758)                                                                                                  | Pyrrhocoris apterus – Specimen                                         | 6,5–12      | LC        |
|                                                              | Braune Feuerwanze                                                        | Pyrrhocoris marginatus (Kolenati, 1845)                                                                                               |                                                                        | 5,6–9       | VU        |
| Familie: Krummfühlerwanzen (Alydidae)                        |                                                                          | |                                                                        |             |           |
| weitere Bilder                                               | Rotrückiger Irrwisch                                                     | Alydus calcaratus (Linnaeus, 1758) | Alydus calcaratus – Specimen                                           | 10–12       | LC        |
|                                                              | Alpen-Krummfühlerwanze                                                   | Alydus rupestris Fieber, 1861 |                                                                        |             | DD        |
| weitere Bilder                                               | Sichelbein                                                               | Camptopus lateralis (Germar, 1817) | Camptopus lateralis – Specimen                                         | 11,5–14     | NT        |
|                                                              | Schlanke Krummfühlerwanze                                                | Megalotomus junceus (Scopoli, 1763)                                                                                                   |                                                                        |             | NT        |
| Familie: Randwanzen, Lederwanzen (Coreidae)                  |                                                                          | |                                                                        |             |           |
| weitere Bilder                                               | Fallens Sand-Randwanze                                                   | Arenocoris fallenii (Schilling, 1829)                                                                                                 | Arenocoris fallenii – Specimen                                         | 6,3–7,5     | VU        |
| weitere Bilder                                               | Bedeckte Randwanze                                                       | Bathysolen nubilus (Fallén, 1807) | Bathysolen nubilus – Specimen                                          | 5,5–6,2     | NT        |
| weitere Bilder                                               | Geringelte Randwanze                                                     | Bothrostethus annulipes (Herrich-Schäffer, 1835)                                                                                      |                                                                        | 9–10        | RE        |
| weitere Bilder                                               | Schlankfühler-Randwanze                                                  | Ceraleptus gracilicornis (Herrich-Schäffer, 1835)                                                                                     |                                                                        | 10,5–12     | LC        |
| weitere Bilder                                               | Dickfühler-Randwanze                                                     | Ceraleptus lividus Stein, 1858 |                                                                        | 10–11,5     | LC        |
| weitere Bilder                                               | Lederwanze, Große Randwanze, Saumwanze, Gewöhnliche Randwanze            | Coreus marginatus marginatus (Linnaeus, 1758) Unterart:                                                                               | Coreus marginatus – Specimen                                           | 10,5–16     | LC        |
|                                                              | Alpen-Randwanze                                                          | Coriomeris alpinus (Horváth, 1895) |                                                                        |             | NT        |
| weitere Bilder                                               | Gezähnte Randwanze                                                       | Coriomeris denticulatus (Scopoli, 1763)                                                                                               | Coriomeris denticulatus – Specimen                                     | 8–9,5       | LC        |
| weitere Bilder                                               | Behaarte Randwanze                                                       | Coriomeris hirticornis (Fabricius, 1794)                                                                                              | Coriomeris hirticornis – Specimen, 2. Zeile links                      |             | RE        |
| weitere Bilder                                               | Körnige Randwanze                                                        | Coriomeris scabricornis (Panzer, 1809)                                                                                                | Coriomeris scabricornis – Specimen                                     | 7,5–9       | EN        |
| weitere Bilder                                               |                                                                          | Enoplops scapha (Fabricius, 1794) |                                                                        | 11–13       | LC        |
| weitere Bilder                                               | Braune Randwanze, Haselrandwanze, Schlehen-Randwanze                     | Gonocerus acuteangulatus (Goeze, 1778)                                                                                                | Gonocerus acuteangulatus – Specimen                                    | 12–15       | LC        |
| weitere Bilder                                               | Wacholder-Randwanze                                                      | Gonocerus juniperi Herrich-Schäffer, 1839                                                                                             | Gonocerus juniperi – Specimen                                          | 11–14       | LC        |
| weitere Bilder                                               |                                                                          | Haploprocta sulcicornis (Fabricius, 1794)                                                                                             |                                                                        | 9,5–13      | RE        |
| weitere Bilder                                               | Amerikanische Kiefernwanze, Amerikanische Zapfenwanze                    | Leptoglossus occidentalis (Heidemann, 1910)                                                                                           | Leptoglossus occidentalis – Specimen                                   | 15–20       | NE        |
| weitere Bilder                                               | Fallens Wiesen-Randwanze                                                 | Nemocoris fallenii R. F. Sahlberg, 1848                                                                                               | Nemocoris fallenii – Specimen                                          |             | EN        |
| weitere Bilder                                               |                                                                          | Spathocera dalmanii (Schilling, 1829)                                                                                                 | Spathocera dalmanii – Specimen                                         | 5,7–6,4     | RE        |
| weitere Bilder                                               |                                                                          | Spathocera laticornis (Schilling, 1829)                                                                                               | Spathocera laticornis – Specimen                                       |             | VU        |
| weitere Bilder                                               |                                                                          | Spathocera lobata (Herrich-Schäffer, 1840)                                                                                            | Spathocera lobata – Specimen                                           | 5–7         | EN        |
| weitere Bilder                                               | Rhombenwanze, Rautenwanze                                                | Syromastus rhombeus (Linnaeus, 1767)                                                                                                  | Syromastus rhombeus – Specimen                                         | 9,5–11,5    | LC        |
| weitere Bilder                                               | Bedornte Randwanze                                                       | Ulmicola spinipes (Fallén, 1807) | Ulmicola spinipes – Specimen                                           |             | NT        |
| Familie: Glasflügelwanzen (Rhopalidae)                       |                                                                          | |                                                                        |             |           |
| weitere Bilder                                               | Gefleckte Glasflügelwanze                                                | Brachycarenus tigrinus (Schilling, 1829)                                                                                              | Brachycarenus tigrinus – Specimen                                      | 6,2–7       | LC        |
|                                                              | Zierliches Grasgespenst                                                  | Chorosoma gracile Josifov, 1968 |                                                                        |             | DD        |
| weitere Bilder                                               | Grasgespenst                                                             | Chorosoma schillingii (Schilling, 1829)                                                                                               | Chorosoma schillingii – Specimen                                       | 14–16       | NT        |
| weitere Bilder                                               | Zimtwanze                                                                | Corizus hyoscyami hyoscyami (Linnaeus, 1758) Unterart:                                                                                | Corizus hyoscyami – Specimen                                           | 10–12       | LC        |
| weitere Bilder                                               | Langgeflügelte Glasflügelwanze                                           | Liorhyssus hyalinus (Fabricius, 1794)                                                                                                 | Liorhyssus hyalinus – Specimen                                         | 5,9–7,1     | LC        |
| weitere Bilder                                               | Ameisen-Glasflügelwanze                                                  | Myrmus miriformis miriformis (Fallén, 1807) Unterart:                                                                                 | Myrmus miriformis – Specimen                                           | 6,5–9       | LC        |
|                                                              |                                                                          | Rhopalus conspersus = Rhopalus (Rhopalus) conspersus (Fieber, 1837)                                                                   |                                                                        |             | NT        |
|                                                              |                                                                          | Rhopalus distinctus = Rhopalus (Rhopalus) distinctus (Signoret, 1859)                                                                 |                                                                        |             | VU        |
| weitere Bilder                                               | Angenehme Glasflügelwanze                                                | Rhopalus lepidus = Rhopalus (Rhopalus) lepidus Fieber, 1861                                                                           |                                                                        |             | DD        |
| weitere Bilder                                               | Feuchtwiesen-Glasflügelwanze                                             | Rhopalus maculatus = Rhopalus (Aeschyntelus) maculatus (Fieber, 1837)                                                                 | Rhopalus maculatus – Specimen                                          | 7,5–8,2     | VU        |
| weitere Bilder                                               | Wenigpunktierte Glasflügelwanze                                          | Rhopalus parumpunctatus = Rhopalus (Rhopalus) parumpunctatus Schilling, 1829                                                          | Rhopalus parumpunctatus – Specimen                                     | 6,4–7,6     | LC        |
|                                                              | Rote Glasflügelwanze                                                     | Rhopalus rufus = Rhopalus (Rhopalus) rufus Schilling, 1829                                                                            |                                                                        |             | DD        |
| weitere Bilder                                               | Rötliche Glasflügelwanze                                                 | Rhopalus subrufus = Rhopalus (Rhopalus) subrufus (Gmelin, 1790)                                                                       | Rhopalus subrufus – Specimen                                           | 7–7,7       | LC        |
| weitere Bilder                                               | Helle Porenwanze, Schönmalven-Glasflügelwanze                            | Stictopleurus abutilon abutilon (Rossi, 1790)                                                                                         | Stictopleurus abutilon – Specimen                                      | 7,1–8,4     | LC        |
| weitere Bilder                                               |                                                                          | Stictopleurus crassicornis (Linnaeus, 1758)                                                                                           | Stictopleurus crassicornis – Specimen                                  | 6,7–8,2     | LC        |
| weitere Bilder                                               |                                                                          | Stictopleurus pictus (Fieber, 1861)                                                                                                   |                                                                        |             | DD        |
| weitere Bilder                                               | Gewöhnliche Glasflügelwanze                                              | Stictopleurus punctatonervosus (Goeze, 1778)                                                                                          | Stictopleurus punctatonervosus – Specimen                              | 7–8,5       | LC        |
| Familie: Wolfsmilchwanzen (Stenocephalidae)                  |                                                                          | |                                                                        |             |           |
| weitere Bilder                                               | Große Wolfsmilchwanze                                                    | Dicranocephalus agilis agilis (Scopoli, 1763)                                                                                         | Dicranocephalus agilis – Specimen                                      | 11,2–13,5   | NT        |
| weitere Bilder                                               | Glatte Wolfsmilchwanze                                                   | Dicranocephalus albipes (Fabricius, 1781)                                                                                             |                                                                        | 10,8–13,2   | NT        |
| weitere Bilder                                               | Kleine Wolfsmilchwanze                                                   | Dicranocephalus medius (Mulsant & Rey, 1870)                                                                                          |                                                                        | 8,6–11,4    | NT        |
| Familie: Kugelwanzen (Plataspididae, Syn.: Plataspididae)    |                                                                          | |                                                                        |             |           |
| weitere Bilder                                               | Kugelwanze                                                               | Coptosoma scutellatum (Geoffroy, 1785)                                                                                                | Coptosoma scutellatum – Specimen                                       | 3,7–4,6     | LC        |
| Familie: Erdwanzen (Cydnidae)                                |                                                                          | |                                                                        |             |           |
| weitere Bilder                                               | Wachtelweizen-Erdwanze                                                   | Adomerus biguttatus, Syn.: Sehirus biguttatus (Linnaeus, 1758)                                                                        | Adomerus biguttatus – Specimen                                         | 5,5–7,4     | LC        |
| weitere Bilder                                               | Blauschwarze Erdwanze, Zweifelhafte Erdwanze                             | Canthophorus dubius (Scopoli, 1763)                                                                                                   |                                                                        | 6–8         | NT        |
|                                                              | Punktierte Erdwanze                                                      | Canthophorus impressus (Horváth, 1880)                                                                                                |                                                                        | 6–8         | LC        |
| weitere Bilder                                               | Schwarzflügelige Erdwanze                                                | Canthophorus melanopterus melanopterus (Herrich-Schäffer, 1835) Unterart:                                                             |                                                                        | 6–8         | VU        |
|                                                              |                                                                          | Canthophorus mixtus Asanova, 1964 |                                                                        |             | CR        |
| weitere Bilder                                               | Wolfsmilch-Erdwanze                                                      | Cydnus aterrimus (Forster, 1771) |                                                                        | 8–12        | NT        |
|                                                              |                                                                          | Geotomus brunnipennis Wagner, 1953 |                                                                        |             | CR        |
|                                                              | Schmale Bodenwanze                                                       | Geotomus elongatus (Herrich-Schäffer, 1840)                                                                                           |                                                                        |             | DD        |
| weitere Bilder                                               | Weißrand-Wanze, Weißrandige Erdwanze                                     | Legnotus limbosus (Geoffroy, 1785) | Legnotus limbosus – Specimen                                           | 3,5–4,5     | LC        |
| weitere Bilder                                               | Braunrandige Erdwanze                                                    | Legnotus picipes (Fallén, 1807) | Legnotus picipes – Specimen                                            | 3,2–4,3     | LC        |
| weitere Bilder                                               | Schwarze Sand-Erdwanze                                                   | Microporus nigrita, Syn.: Aethus nigritus (Fabricius, 1794)                                                                           | Microporus nigrita – Specimen                                          | 4,1–5,2     | NT        |
| weitere Bilder                                               | Kleine Wurzelwanze                                                       | Ochetostethus opacus (Scholtz, 1847)                                                                                                  | Ochetostethus opacus – Specimen                                        |             | CR        |
| weitere Bilder                                               | Kleine Erdwanze                                                          | Sehirus luctuosus Mulsant & Rey, 1866                                                                                                 | Sehirus luctuosus – Specimen                                           | 6,2–8,3     | NT        |
| weitere Bilder                                               | Große Erdwanze                                                           | Sehirus morio (Linnaeus, 1761) | Sehirus morio – Specimen, Zeichnung                                    |             | NT        |
|                                                              | Ovale Erdwanze                                                           | Sehirus ovatus (Herrich-Schäffer, 1840)                                                                                               |                                                                        |             | EN        |
| weitere Bilder                                               | Schwarzweiße Erdwanze, Zweifärbige Erdwanze                              | Tritomegas bicolor (Linnaeus, 1758)                                                                                                   | Tritomegas bicolor – Specimen                                          | 5–7         | LC        |
| weitere Bilder                                               | Rundflügelige Erdwanze                                                   | Tritomegas rotundipennis (Dohrn, 1862)                                                                                                |                                                                        |             | VU        |
| weitere Bilder                                               | Schwarznesselwanze, Sechsfleckige Erdwanze                               | Tritomegas sexmaculatus (Rambur, 1839)                                                                                                |                                                                        | 6–8         | LC        |
| Familie: Schwarzwanzen (Thyreocoridae)                       |                                                                          | |                                                                        |             |           |
|                                                              | Braune Sand-Schwarzwanze                                                 | Thyreocoris fulvipennis (Dallas, 1851)                                                                                                |                                                                        |             | VU        |
| weitere Bilder                                               | Skarabäus-Schildwanze, Käfer-Schwarzwanze                                | Thyreocoris scarabaeoides (Linnaeus, 1758)                                                                                            | Thyreocoris scarabaeoides – Specimen                                   | 3,1–4,5     | NT        |
| Familie: Stachelwanzen, Bauchkielwanzen (Acanthosomatidae)   |                                                                          | |                                                                        |             |           |
| weitere Bilder                                               | Stachelwanze, Wipfel-Stachelwanze                                        | Acanthosoma haemorrhoidale haemorrhoidale (Linnaeus, 1758) Unterart:                                                                  | Acanthosoma haemorrhoidale – Specimen                                  | 15–17       | LC        |
| weitere Bilder                                               | Buntrock                                                                 | Cyphostethus tristriatus (Fabricius, 1787)                                                                                            | Cyphostethus tristriatus – Specimen                                    | 8–10        | LC        |
| weitere Bilder                                               | Bunte Blattwanze                                                         | Elasmostethus interstinctus (Linnaeus, 1758)                                                                                          | Elasmostethus interstinctus – Specimen                                 | 9–12        | LC        |
| weitere Bilder                                               | Kleine Blattwanze                                                        | Elasmostethus minor Horváth, 1899 | Elasmostethus minor – Specimen                                         |             | LC        |
| weitere Bilder                                               | Heidelbeerwanze                                                          | Elasmucha ferrugata (Fabricius, 1787)                                                                                                 | Elasmucha ferrugata – Specimen                                         | 6–9         | NT        |
| weitere Bilder                                               | Gezähnte Brutwanze                                                       | Elasmucha fieberi (Jakovlev, 1865) | Elasmucha fieberi – Specimen                                           |             | LC        |
| weitere Bilder                                               | Fleckige Brutwanze, Birkenwanze                                          | Elasmucha grisea grisea (Linnaeus, 1758) Unterart:                                                                                    | Elasmucha grisea – Specimen                                            | 6–9         | LC        |
| Familie: Schildwanzen (Scutelleridae)                        |                                                                          | |                                                                        |             |           |
| weitere Bilder                                               | Österreichische Schildwanze                                              | Eurygaster austriaca austriaca (Schrank, 1776) Unterart:                                                                              |                                                                        | 11–13       | EN        |
|                                                              | Alpen-Schildwanze                                                        | Eurygaster fokkeri Puton, 1892 |                                                                        | 8,5–10      | CR        |
| weitere Bilder                                               | Gemeine Getreidewanze, Gras-Schildwanze                                  | Eurygaster maura (Linnaeus, 1758) | Eurygaster maura – Specimen                                            | 8,5–10      | LC        |
| weitere Bilder                                               | Schildkrötenwanze                                                        | Eurygaster testudinaria testudinaria (Geoffroy, 1785) Unterart:                                                                       | Eurygaster testudinaria – Specimen                                     | 9–11        | LC        |
| weitere Bilder                                               | Große Steppenwanze                                                       | Odontoscelis fuliginosa = Odontoscelis (Odontoscelis) fuliginosa (Linnaeus, 1761)                                                     | Odontoscelis fuliginosa – Specimen                                     | 6–10        | LC        |
|                                                              | Behaarte Steppenwanze                                                    | Odontoscelis hispidula = Odontoscelis (Obscuromorpha) hispidula Jakovlev, 1874                                                        |                                                                        |             | CR        |
| weitere Bilder                                               | Kleine Steppenwanze                                                      | Odontoscelis lineola = Odontoscelis (Odontoscelis) lineola Rambur, 1839                                                               | Odontoscelis lineola – Specimen                                        | 4,5–6,5     | VU        |
| weitere Bilder                                               | Harlekinwanze                                                            | Odontotarsus purpureolineatus (Rossi, 1790)                                                                                           |                                                                        | 9–11,5      | VU        |
| weitere Bilder                                               | Breite Dünenwanze                                                        | Phimodera humeralis (Dalman, 1823) |                                                                        | 5–7         | RE        |
| weitere Bilder                                               | Große Natternkopf-Schildwanze                                            | Psacasta exanthematica exanthematica = Psacasta (Psacasta) exanthematica exanthematica (Scopoli, 1763) Unterart:                      |                                                                        | 8–11        | VU        |
|                                                              | Kleine Natternkopf-Schildwanze                                           | Psacasta neglecta = Psacasta (Cryptodontus) neglecta (Herrich-Schäffer, 1837)                                                         |                                                                        |             | EN        |
| Familie: Baumwanzen (Pentatomidae)                           |                                                                          | |                                                                        |             |           |
| weitere Bilder                                               | Getreidewanze, Spitzling                                                 | Aelia acuminata (Linnaeus, 1758) | Aelia acuminata – Specimen                                             | 7,8–9,3     | LC        |
| weitere Bilder                                               | Gestreifter Spitzling                                                    | Aelia klugii klugii Hahn, 1831 | Aelia klugii – Specimen                                                | 6,5–8,2     | EN        |
| weitere Bilder                                               | Großer Spitzling                                                         | Aelia rostrata Boheman, 1852 | Aelia rostrata – Specimen                                              |             | EN        |
| weitere Bilder                                               | Ankerwanze, Weißlinierte Ankerwanze                                      | Ancyrosoma leucogrammes (Gmelin, 1790)                                                                                                |                                                                        | 6–7         | DD        |
|                                                              | Korbblütlerwanze                                                         | Antheminia lunulata (Goeze, 1778) |                                                                        |             | EN        |
|                                                              | Salz-Baumwanze                                                           | Antheminia varicornis (Jakovlev, 1874)                                                                                                |                                                                        |             | CR        |
| weitere Bilder                                               | Waldwächter                                                              | Arma custos (Fabricius, 1794) | Arma custos – Specimen                                                 | 10–13       | LC        |
| weitere Bilder                                               | Nördliche Fruchtwanze, Braunspitzige Baumwanze                           | Carpocoris fuscispinus (Boheman, 1849)                                                                                                | Carpocoris fuscispinus – Specimen                                      | 11–14       | LC        |
| weitere Bilder                                               | Gebirgs-Baumwanze                                                        | Carpocoris melanocerus Mulsant, 1852                                                                                                  |                                                                        |             | LC        |
| weitere Bilder                                               | Mediterrane Fruchtwanze, Südliche Fruchtwanze, Südliche Baumwanze        | Carpocoris pudicus (Poda, 1761) |                                                                        | 11–14       | DD        |
| weitere Bilder                                               | Purpur-Fruchtwanze, Purpurfärbige Baumwanze                              | Carpocoris purpureipennis (De Geer, 1773)                                                                                             | Carpocoris purpureipennis – Specimen                                   | 11–14       | LC        |
| weitere Bilder                                               | Wacholderling, Wacholderwanze                                            | Chlorochroa juniperina juniperina (Linnaeus, 1758) Unterart:                                                                          | Chlorochroa juniperina – Specimen                                      | etwa 11     | LC        |
| weitere Bilder                                               | Föhrengast                                                               | Chlorochroa pinicola (Mulsant & Rey, 1852)                                                                                            | Chlorochroa pinicola – Specimen                                        | 11–14       | LC        |
|                                                              |                                                                          | Crypsinus angustatus (Baerensprung, 1859)                                                                                             |                                                                        |             | RE        |
|                                                              |                                                                          | Derula flavoguttata Mulsant & Rey, 1856                                                                                               |                                                                        |             | RE        |
| weitere Bilder                                               | Beerenwanze                                                              | Dolycoris baccarum (Linnaeus, 1758)                                                                                                   | Dolycoris baccarum – Specimen                                          | 10–12       | LC        |
|                                                              |                                                                          | Dybowskyia reticulata (Dallas, 1851)                                                                                                  |                                                                        |             | RE        |
| weitere Bilder                                               | Weißschultrige Baumwanze                                                 | Dyroderes umbraculatus (Fabricius, 1775)                                                                                              | Dyroderes umbraculatus – Specimen                                      | 7–9         | VU        |
| weitere Bilder                                               | Zierliche Gemüsewanze                                                    | Eurydema dominulus dominulus = Eurydema (Rubrodorsalium) dominulus dominulus, Syn.: Eurydema dominula (Scopoli, 1763)                 |                                                                        | 5,5–7,5     | NT        |
|                                                              | Fiebers Gemüsewanze                                                      | Eurydema fieberi = Eurydema (Horvatheurydema) fieberi Fieber, 1837                                                                    |                                                                        |             | VU        |
| weitere Bilder                                               | Kohlwanze                                                                | Eurydema oleracea = Eurydema (Eurydema) oleracea, Syn.: Eurydema oleracea (Linnaeus, 1758)                                            | Eurydema oleracea – Specimen                                           | 6–9         | LC        |
| weitere Bilder                                               | Schwarzrückige Gemüsewanze, Schmuckwanze                                 | Eurydema ornata = Eurydema (Eurydema) ornata, Syn.: Eurydema ornatum (Linnaeus, 1758)                                                 | Eurydema ornata – Specimen                                             | 7–9         | LC        |
|                                                              | Gebirgs-Gemüsewanze                                                      | Eurydema rotundicollis = Eurydema (Horvatheurydema) rotundicollis (Dohrn, 1860)                                                       |                                                                        |             | LC        |
| weitere Bilder                                               | Große Gemüsewanze                                                        | Eurydema ventralis = Eurydema (Rubrodorsalium) ventralis Kolenati, 1846                                                               |                                                                        | 9–12        | LC        |
| weitere Bilder                                               | Schwieliger Dickwanst, Großschwieliger Dickwanst                         | Eysarcoris aeneus (Scopoli, 1763) |                                                                        | 5–6         | LC        |
| weitere Bilder                                               | Kleinschwieliger Dickwanst                                               | Eysarcoris ventralis (Westwood, 1837)                                                                                                 | Eysarcoris ventralis – Specimen                                        | 5,5–6,5     | LC        |
| weitere Bilder                                               | Streifenwanze                                                            | Graphosoma italicum (O.F. Müller, 1766)                                                                                               | Graphosoma italicum – Specimen                                         | 8–12        | LC        |
| weitere Bilder                                               | Marmorierte Baumwanze, Stinkwanze                                        | Halyomorpha halys Stål, 1855 | Halyomorpha halys – Specimen                                           | 12–17       | NE        |
| weitere Bilder                                               |                                                                          | Holcostethus sphacelatus (Fabricius, 1794)                                                                                            |                                                                        | 8–10,2      | LC        |
| weitere Bilder                                               | Silberperlenwanze, Jallas Baumwanze                                      | Jalla dumosa (Linnaeus, 1758) | Jalla dumosa – Specimen                                                | 12–15       | VU        |
|                                                              | Sand-Baumwanze                                                           | Menaccarus arenicola (Scholtz, 1847)                                                                                                  |                                                                        |             | RE        |
| weitere Bilder                                               |                                                                          | Neottiglossa leporina (Herrich-Schäffer, 1830)                                                                                        |                                                                        | 5–6         | LC        |
| weitere Bilder                                               |                                                                          | Neottiglossa pusilla (Gmelin, 1790)                                                                                                   | Neottiglossa pusilla – Specimen                                        | 4,5–6       | LC        |
| weitere Bilder                                               | Grüne Reiswanze, Südliche Stinkwanze                                     | Nezara viridula (Linnaeus, 1758) | Nezara viridula – Specimen                                             | 11,5–16,5   | NE        |
| weitere Bilder                                               | Grüne Stinkwanze, Gemeine Stinkwanze, Gemeiner Grünling                  | Palomena prasina (Linnaeus, 1761) | Palomena prasina – Specimen                                            | 12–13,5     | LC        |
| weitere Bilder                                               | Grünste Stinkwanze                                                       | Palomena viridissima (Poda, 1761) |                                                                        | 11–14       | VU        |
| weitere Bilder                                               | Rotbeinige Baumwanze                                                     | Pentatoma rufipes (Linnaeus, 1758) | Pentatoma rufipes – Specimen                                           | 12–15       | LC        |
| weitere Bilder                                               | Frühlings-Baumwanze                                                      | Peribalus strictus, Syn.: Holcostethus strictus vernalis (Fabricius, 1803)                                                            | Peribalus strictus – Specimen                                          | 8,5–10,5    | LC        |
| weitere Bilder                                               | Zweizähnige Dornwanze, Zweispitzwanze                                    | Picromerus bidens bidens (Linnaeus, 1758)                                                                                             | Picromerus bidens – Specimen                                           | 10–14       | LC        |
|                                                              |                                                                          | Picromerus conformis (Herrich-Schäffer, 1841)                                                                                         |                                                                        |             | DD        |
| weitere Bilder                                               | Ginster-Baumwanze                                                        | Piezodorus lituratus (Fabricius, 1794)                                                                                                | Piezodorus lituratus – Specimen                                        | 10–12       | LC        |
| weitere Bilder                                               | Raupenjäger                                                              | Pinthaeus sanguinipes (Fabricius, 1787)                                                                                               |                                                                        | 11–15       | NT        |
|                                                              |                                                                          | Podops curvidens = Podops (Opocrates) curvidens A. Costa, 1843                                                                        |                                                                        |             | VU        |
| weitere Bilder                                               | Hakenwanze, Amboss-Schildwanze                                           | Podops inunctus = Podops (Podops) inunctus (Fabricius, 1775)                                                                          | Podops inunctus – Specimen                                             | 5–6,5       | LC        |
| weitere Bilder                                               | Heide-Baumwanze                                                          | Rhacognathus punctatus (Linnaeus, 1758)                                                                                               |                                                                        | 7,5–9,5     | VU        |
| weitere Bilder                                               | Graue Gartenwanze, Gartenwanze                                           | Rhaphigaster nebulosa (Poda, 1761) | Rhaphigaster nebulosa – Specimen                                       | 14–16       | LC        |
| weitere Bilder                                               | Zipfelwangenwanze                                                        | Rubiconia intermedia (Wolff, 1811) |                                                                        | 6,5–7,5     | LC        |
| weitere Bilder                                               | Gemeine Brachwanze                                                       | Sciocoris cursitans cursitans = Sciocoris (Sciocoris) cursitans cursitans (Fabricius, 1794) Unterart:                                 | Sciocoris cursitans – Specimen                                         | 4,5–6       | LC        |
|                                                              | Unverkennbare Brachwanze                                                 | Sciocoris distinctus = Sciocoris (Sciocoris) distinctus Fieber, 1851                                                                  |                                                                        |             | NT        |
| weitere Bilder                                               | Große Brachwanze                                                         | Sciocoris homalonotus = Sciocoris (Aposciocoris) homalonotus Fieber, 1851                                                             | Sciocoris homalonotus – Specimen                                       | 6–7         | NT        |
|                                                              | Stieläugige Brachwanze                                                   | Sciocoris macrocephalus = Sciocoris (Aposciocoris) macrocephalus Fieber, 1851                                                         |                                                                        |             | NT        |
| weitere Bilder                                               | Kleinäugige Brachwanze                                                   | Sciocoris microphthalmus = Sciocoris (Aposciocoris) microphthalmus Flor, 1860                                                         | Sciocoris microphthalmus – Specimen                                    |             | LC        |
| weitere Bilder                                               | Steppen-Brachwanze                                                       | Sciocoris sulcatus = Sciocoris (Sciocoris) sulcatus Fieber, 1851                                                                      |                                                                        |             | VU        |
| weitere Bilder                                               | Dunkle Brachwanze                                                        | Sciocoris umbrinus = Sciocoris (Aposciocoris) umbrinus (Wolff, 1804)                                                                  | Sciocoris umbrinus – Specimen                                          |             | LC        |
|                                                              | Kleiner Dickwanst                                                        | Stagonomus pusillus (Herrich-Schäffer, 1833)                                                                                          |                                                                        |             | NT        |
|                                                              | Schillerwanze, Dunkler Dickwanst, Schönster Dickwanst                    | Stagonomus venustissimus, Syn.: Eysarcoris venustissimus (Schrank, 1776)                                                              |                                                                        | 5,5–6,5     | LC        |
| weitere Bilder                                               | Kleine Sichelfleck-Baumwanze, Trabant, Sichelfleck-Baumwanze             | Staria lunata (Hahn, 1835) | Staria lunata – Specimen                                               | 7–8         | VU        |
| weitere Bilder                                               | Spitzbauchwanze                                                          | Troilus luridus (Fabricius, 1775) | Troilus luridus – Specimen                                             | 11–13       | LC        |
| weitere Bilder                                               | Schwarzkümmel-Baumwanze                                                  | Ventocoris rusticus (Fabricius, 1781)                                                                                                 |                                                                        |             | CR        |
|                                                              | Gelblabkraut-Baumwanze                                                   | Vilpianus galii (Wolff, 1802) |                                                                        |             | NT        |
| weitere Bilder                                               | Blaugrüne Baumwanze                                                      | Zicrona caerulea (Linnaeus, 1758) | Zicrona caerulea – Specimen                                            | 5–8         | LC        |